# Реконструкция Норрмальма

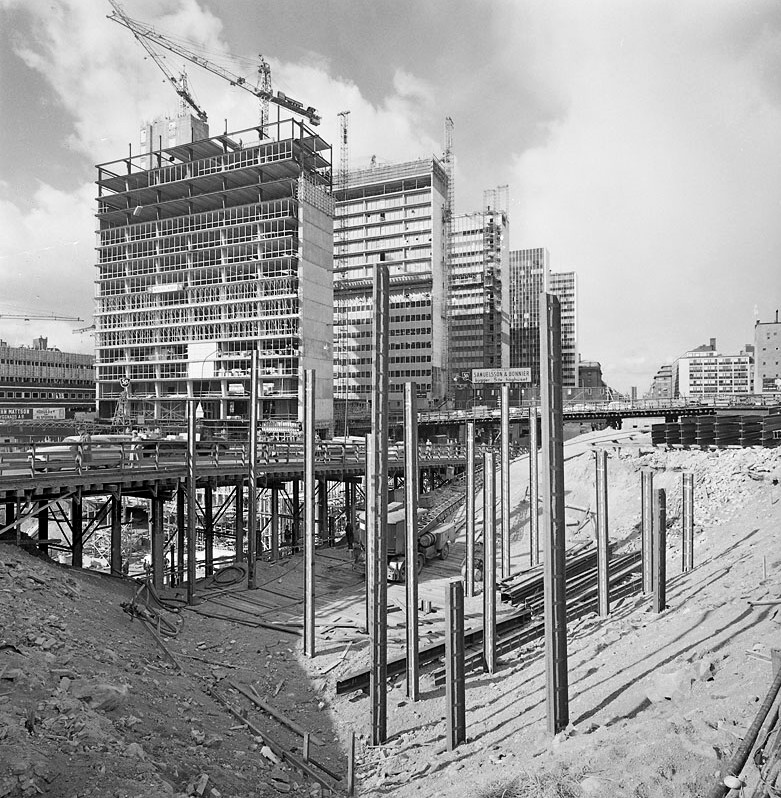
Процесс реконструкции Норрмальма, 1964

Реконструкция Норрмальма (швед. Norrmalmsregleringen) — брюсселизация северной части центрального Стокгольма в 1950-е, 1960-е и 1970-е годы. Во время перепланировки старый район Клара заменили современным бизнес-кварталом («Сити») с площадью Сергельсторг, а также был проложен метрополитен. В результате реновации было снесено около 700 исторических зданий, что расчистило место для новой застройки и развития городской инфраструктуры. По сей день реконструкция Норрмальма является крупнейшим шведским градостроительным проектом, в котором была задействована значительная часть шведской архитектурной элиты. Даже принимая во внимание города, сильно разрушенные во время Второй мировой войны, мало мегаполисов Европы столь резко поменяли облик, как северный Стокгольм.
Мнения о реконструкции диаметрально противоположные — от восторженных до остро критических. Проект подвергается критике как безликий и пренебрегающий архитектурной и культурно-исторической ценностью старых стокгольмских кварталов. При этом проект получил награды Международного союза архитекторов и премию сэра Патрика Аберкромби, модель Сити была взята за основу при строительстве деловых кварталов некоторых европейских городов (в том числе Варшавы и Гамбурга), а несколько возведённых в ходе реконструкции зданий признаны памятниками архитектуры.

## Предпосылки
Идея пересмотра планировки центральной части Стокгольма была не нова — она обсуждалась задолго до реконструкции Норрмальма.

### План Флеминга, XVII век
До XVII века Норрмальм представлял собой район с хаотичной застройкой, подобной той, что в настоящее время сохранилась в Старом городе. Идея перестройки центра Стокгольма в соответствии с сеточной моделью впервые возникла в XVII веке при губернаторе Классе Флеминге. Необходимость перестройки была продиктована быстрым развитием Стокгольма как столицы растущей Балтийской империи шведов. В 1636 году генерал-квартирмейстер Олоф Эрнехуфвуд получил от правительства распоряжение разработать такую планировку города, чтобы сделать улицы как можно более широкими. Приказ был воплощён в жизнь спустя несколько десятилетий.

### План Тессина, XVIII век
В начале XVIII века архитектор Никодимус Тессин представил план расширения и продления улицы Свеавеген, предполагающий перестройку улицы в виде бульвара, ведущего к площади Густава Адольфа. Необходимость перестройки была связана с тем, что в период Эпохи свободы деловой центр города переместился из Старого города на Норрмальм, где строилось большое количество государственных учреждений.

### План Линдхагена, XIX век
В XIX веке градостроительная комиссия во главе с юристом Альбертом Линдхагеном при участии создателя первого стокгольмского водопровода Вильгельма Лейонанкера представила генеральный план перестройки Стокгольма. Комиссия предложила проект, предусматривающий организацию больших кварталов квадратной формы, пересекаемых регулярными улицами и бульварами. Авторы градостроительного проекта вдохновлялись перестроенным Парижем и Санкт-Петербургом, пытаясь сделать город более просторным, зелёным и светлым. Среди прочего, комиссия предлагала увеличение ширины улицы Свеавеген до 70 м по примеру Унтер-ден-Линден и Севастопольского бульвара. План Линдхагена не получил одобрения городского совета, однако, после ожесточенных споров, был частично воплощен в жизнь в 1860-х и 1870-х годах. Главной транспортной артерией Норрмальма стала улица Свеавеген, ширина которой была увеличена до 33 м.

### Градостроительный план 1912 года
Дебаты о необходимости перестройки улицы Свеавеген по проекту Линдхагена возродились в 1910-х. В 1912 году был утвержден градостроительный план архитектора Халлмана. Новый план предполагал продление Свеавеген на юг с дальнейшим разветвлением. Разветвления должны были образовывать правильный треугольник, внутри которого предусмотрены 6 небольших кварталов. Этот треугольник был назван Ховен («Копытце»), а в наши дни называется Сергельсторг. План не был реализован в соответствии с проектом Халлмана. Однако после того, как позже всё-таки было принято решение о расширении Свеавеген, проект был претворён в жизнь в общих чертах.

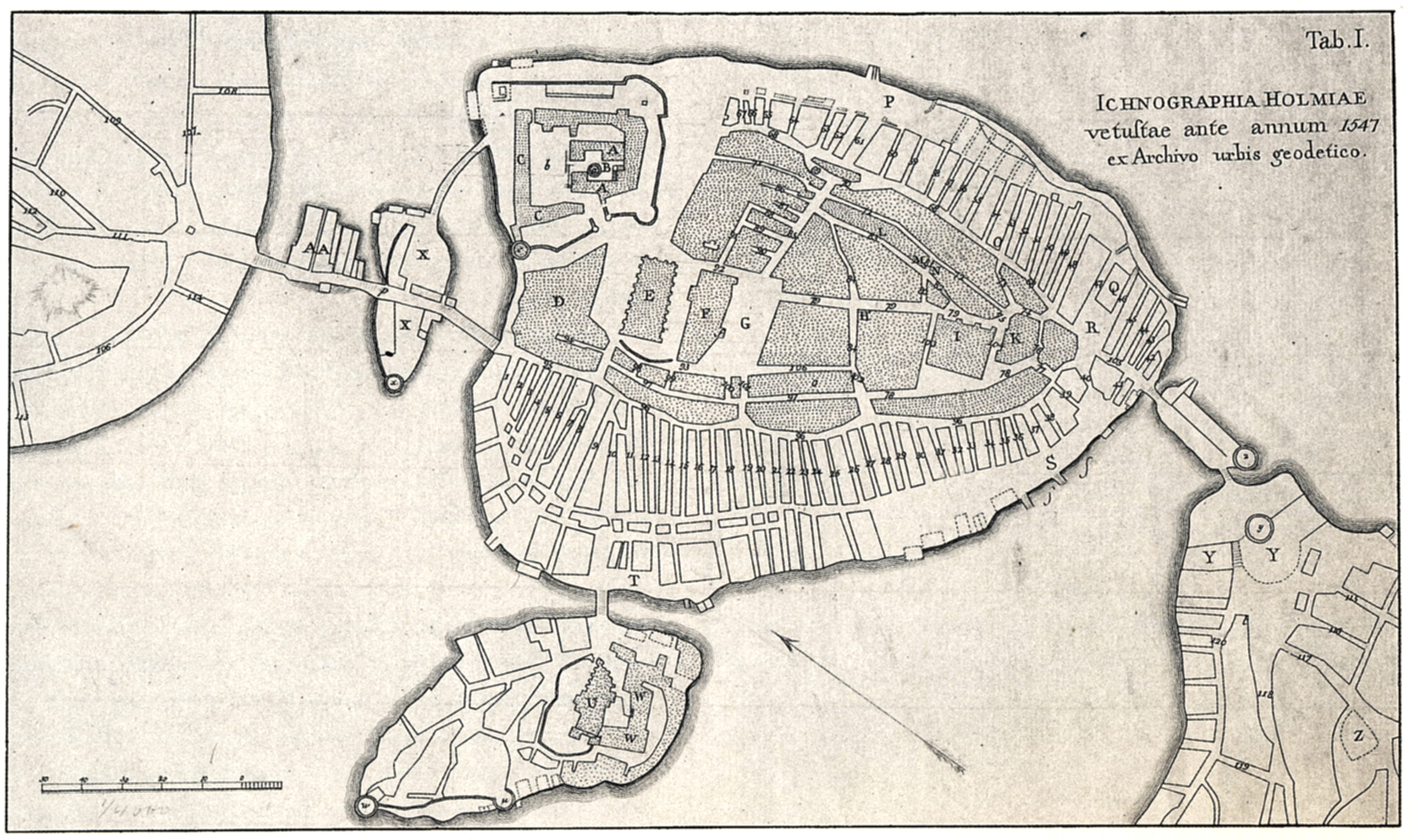
План Стокгольма до 1547 года (север — слева). Норрмальм — слева посередине (самая северная часть города), остров в центре — это Старый город
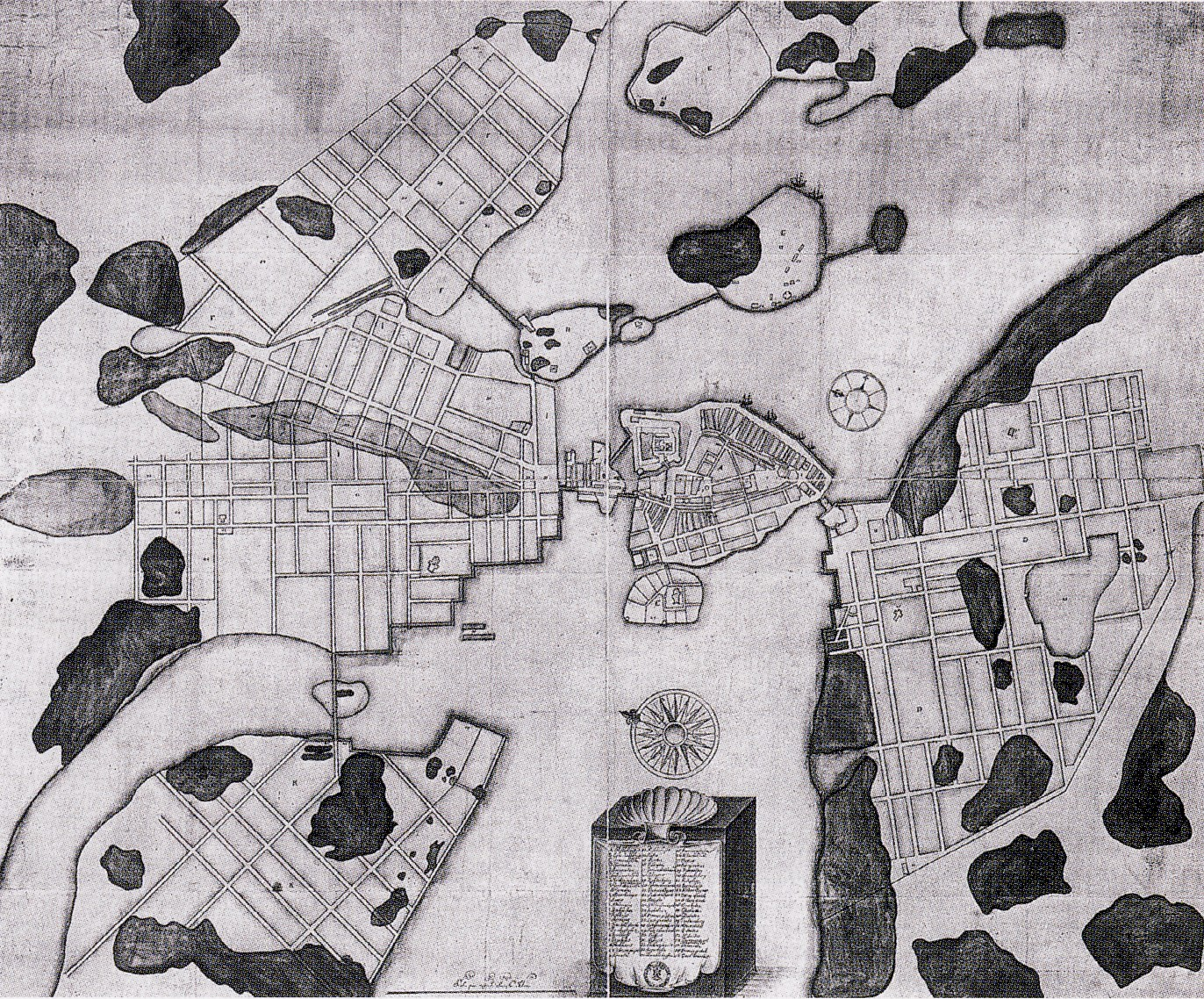
План Флеминга, 1636 (север — слева)
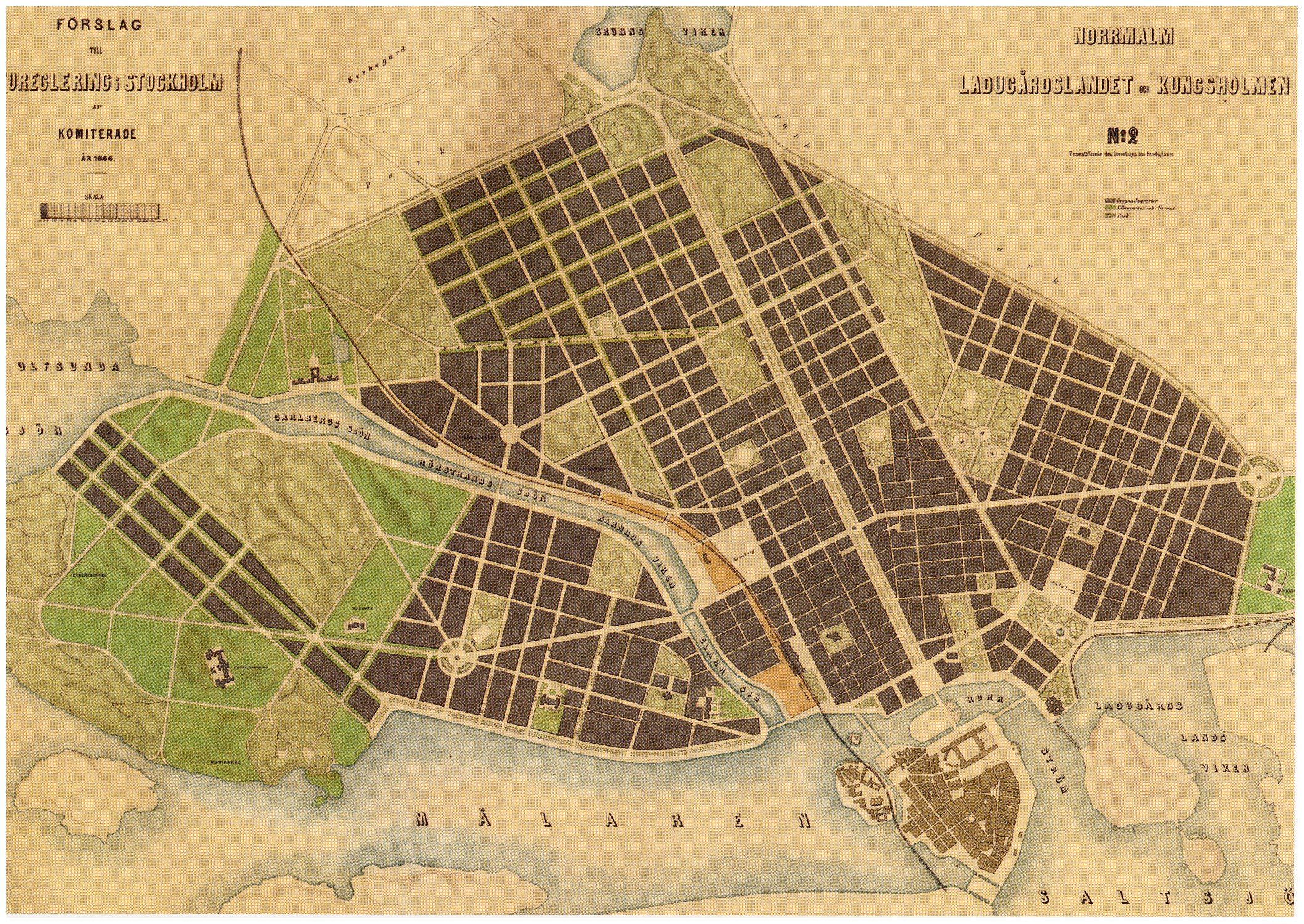
План Линдхагена, 1866
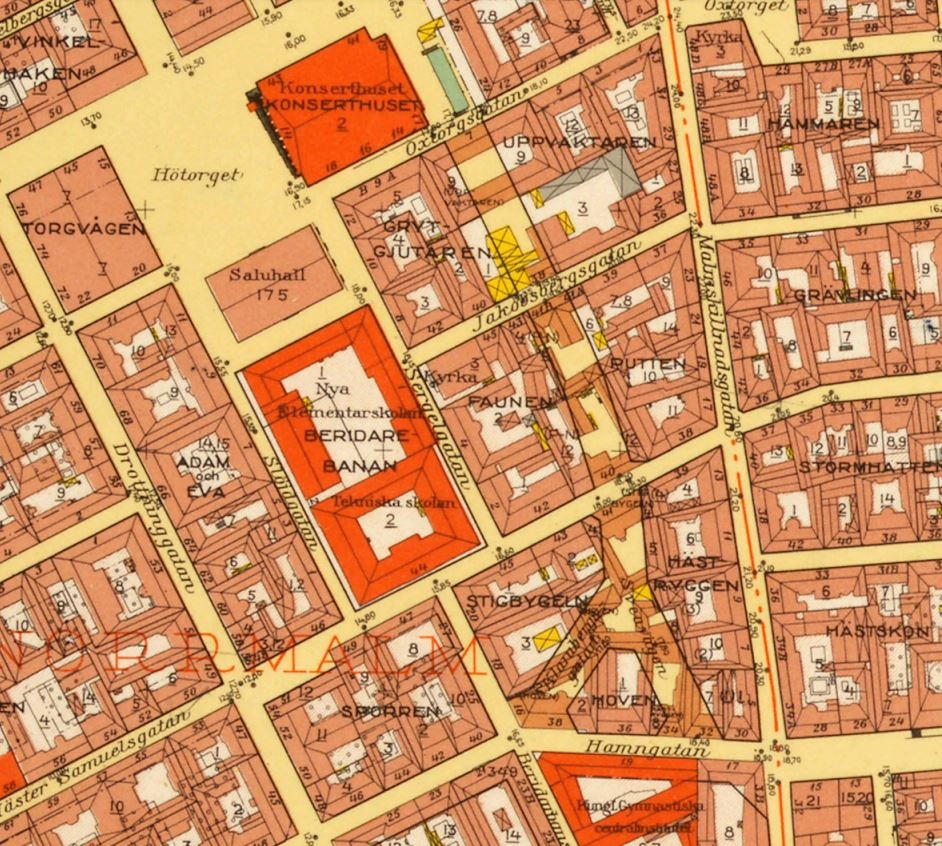
Квартал Ховен и план реконструкции Свеавеген, 1938

## Обсуждение проекта
Острые политические дебаты о реконструкции Норрмальма возобновились в конце 1920-х годов в связи с развитием автотранспорта. Планировка большинства улиц Норрмальма оказалась неподходящей для автомобилей: узкие улицы и отсутствие парковок способствовали возникновению многочисленных пробок. Решение о перестройке откладывалось сначала из-за прений враждующих политических коалиций, затем — из-за Великой депрессии, а потом — из-за Второй мировой войны.

### Причины перестройки
Когда после войны в Швеции грянул экономический бум, стокгольмское общество пришло к общему пониманию того, что перестройка Норрмальма неизбежна и срочно необходима. Этому способствовали несколько причин:
- Инфраструктурные. Центр Стокгольма оказался не приспособлен к быстрому росту населения. Строительство метрополитена требовало массового сноса зданий в центре. Развитие автомобильного движения также требовало как расширения проезжей части, так и повышения безопасности пешеходов.
- Структурные. С тех пор, как в 1860-е на Норрмальме был построен Центральный вокзал, район стал центром притяжения для бизнеса и социальных учреждений. Стокгольму нужен был свой деловой квартал, адаптированный к нуждам современной трудовой жизни. Расположенный на Норрмальме район Клара подходил на роль делового квартала.
- Социальные. Жилой район Клара, который находился в непосредственной близости от Центрального вокзала, рассматривался в качестве депрессивного района, состоявшего из построенных в XIX веке зданий. Жилые помещения в этих домах представляли собой маленькие квартиры без канализации, из-за чего там царила антисанитария. Городские власти во главе с мэром Ялмаром Меером пришли к выводу, что будет проще снести старые здания, чем реконструировать их. Многодетные семьи должны были быть переселены из тесного центра в новые районы Транеберг и Хаммарбюхойден, что и произошло впоследствии.

Сильное влияние на решение о перестройке Норрмальма оказали идеи архитектурного функционализма, провозглашенные на Стокгольмской архитектурной выставке 1930 года и вписывающиеся в общую концепцию прогрессивизма.

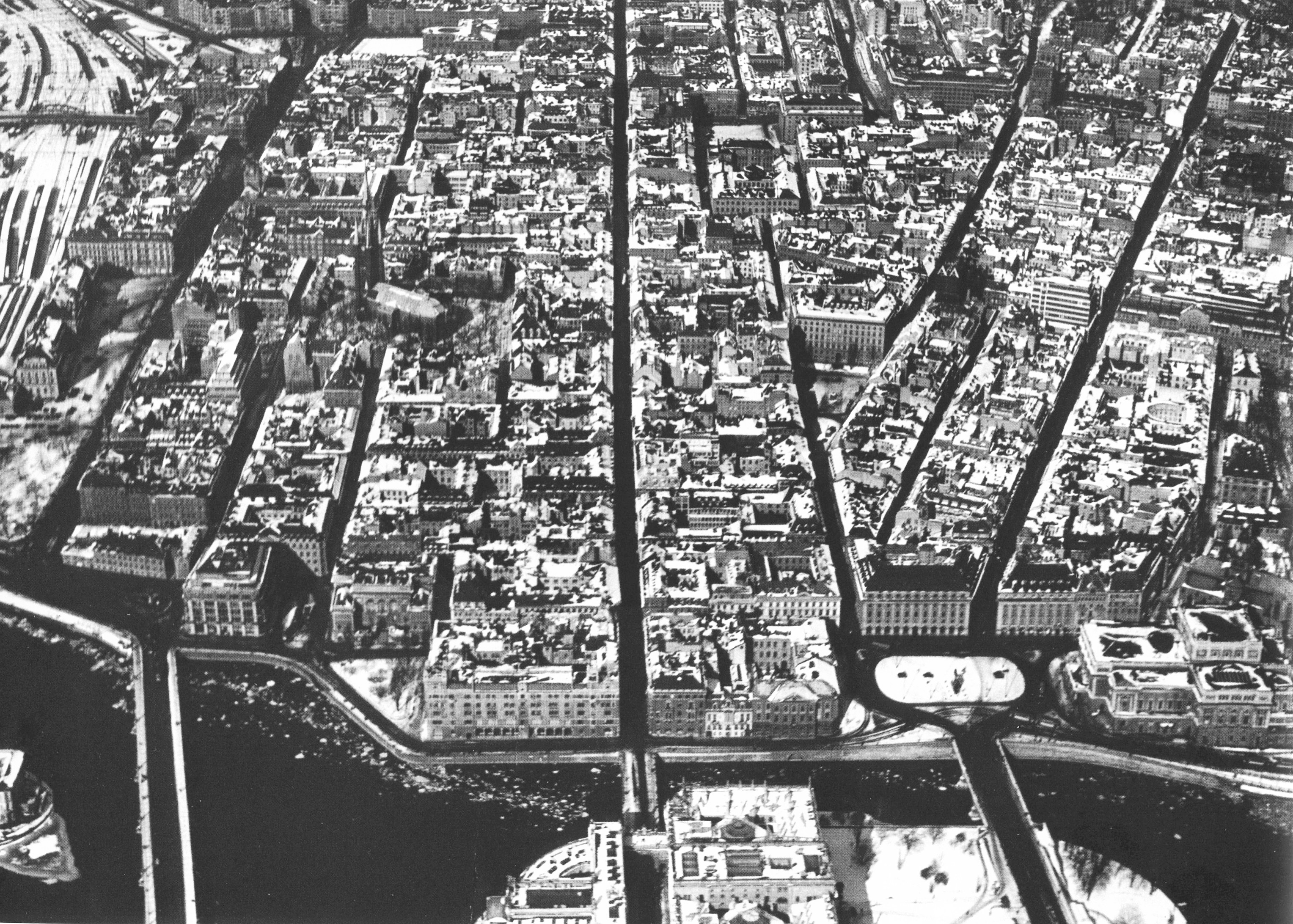
Норрмальм до перестройки, 1930. Большая улица в центре — это Дроттнинггатан, большой собор слева — это церковь святой Клары
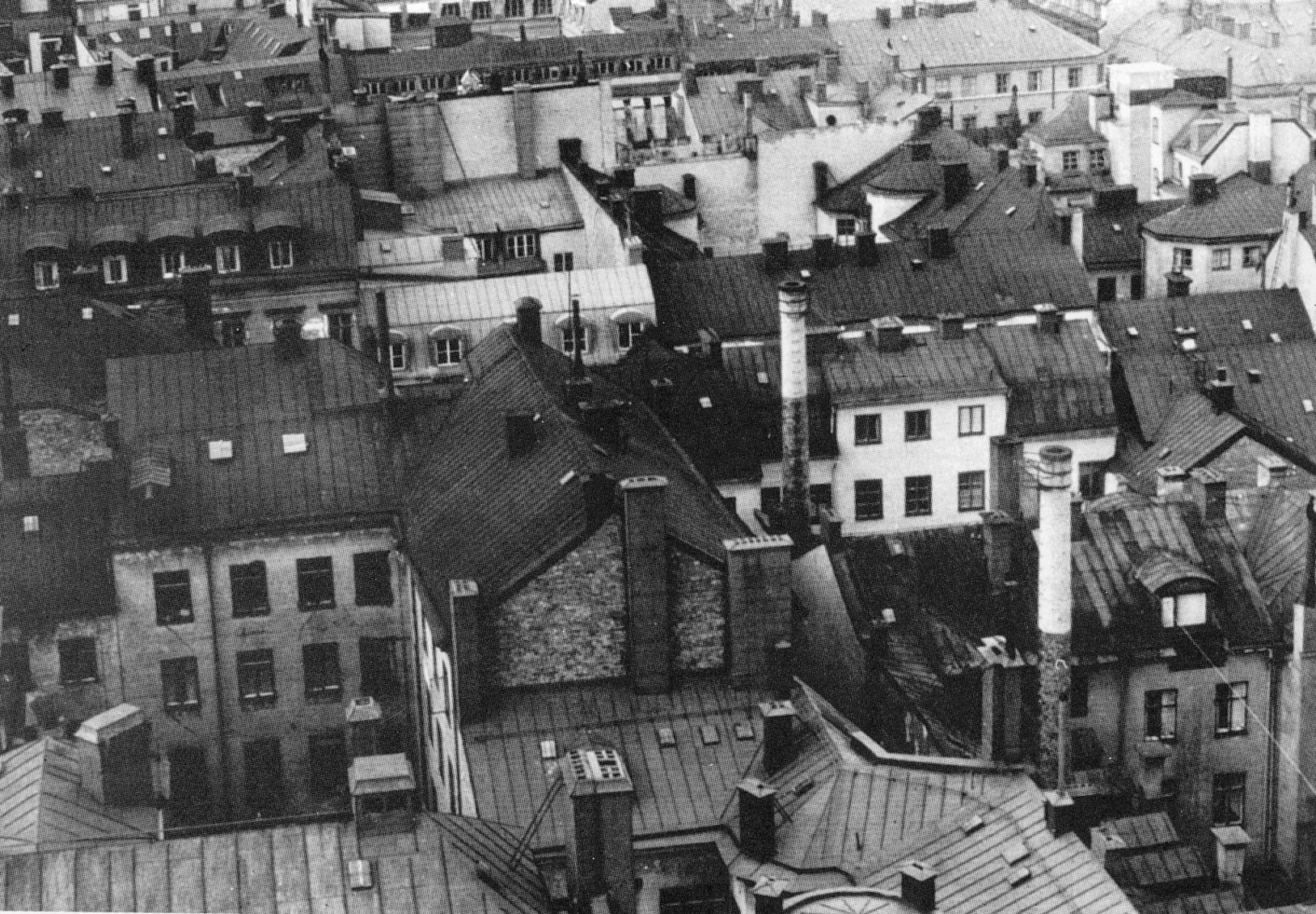
Старая застройка района Клара, 1930
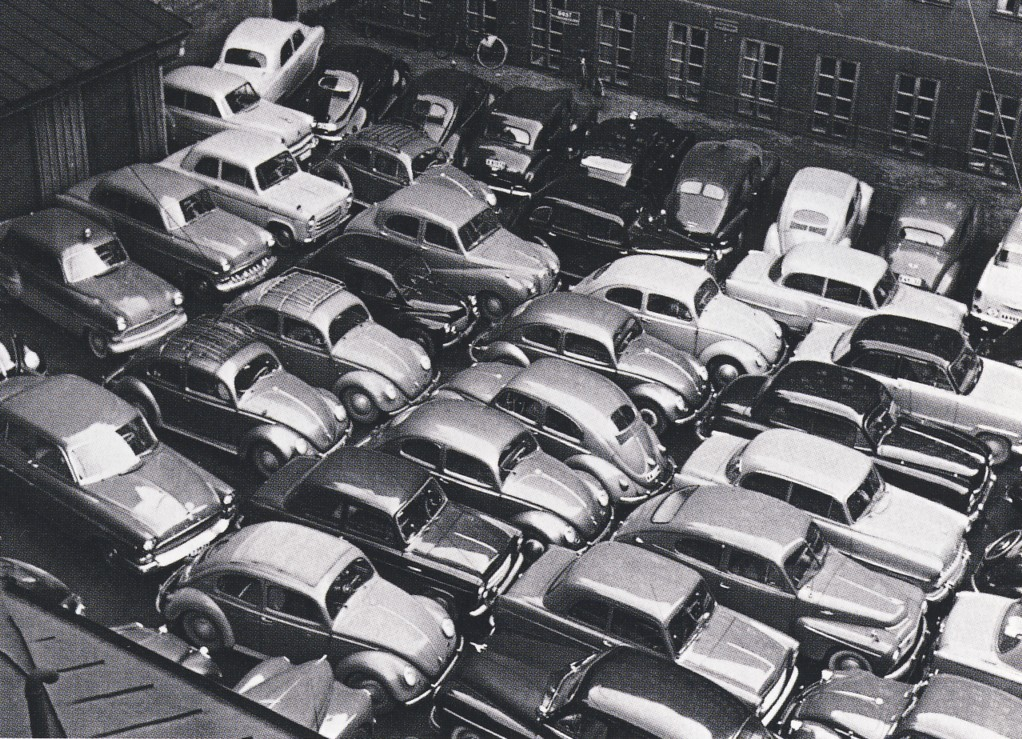
Парковка на Норрмальме, 1956
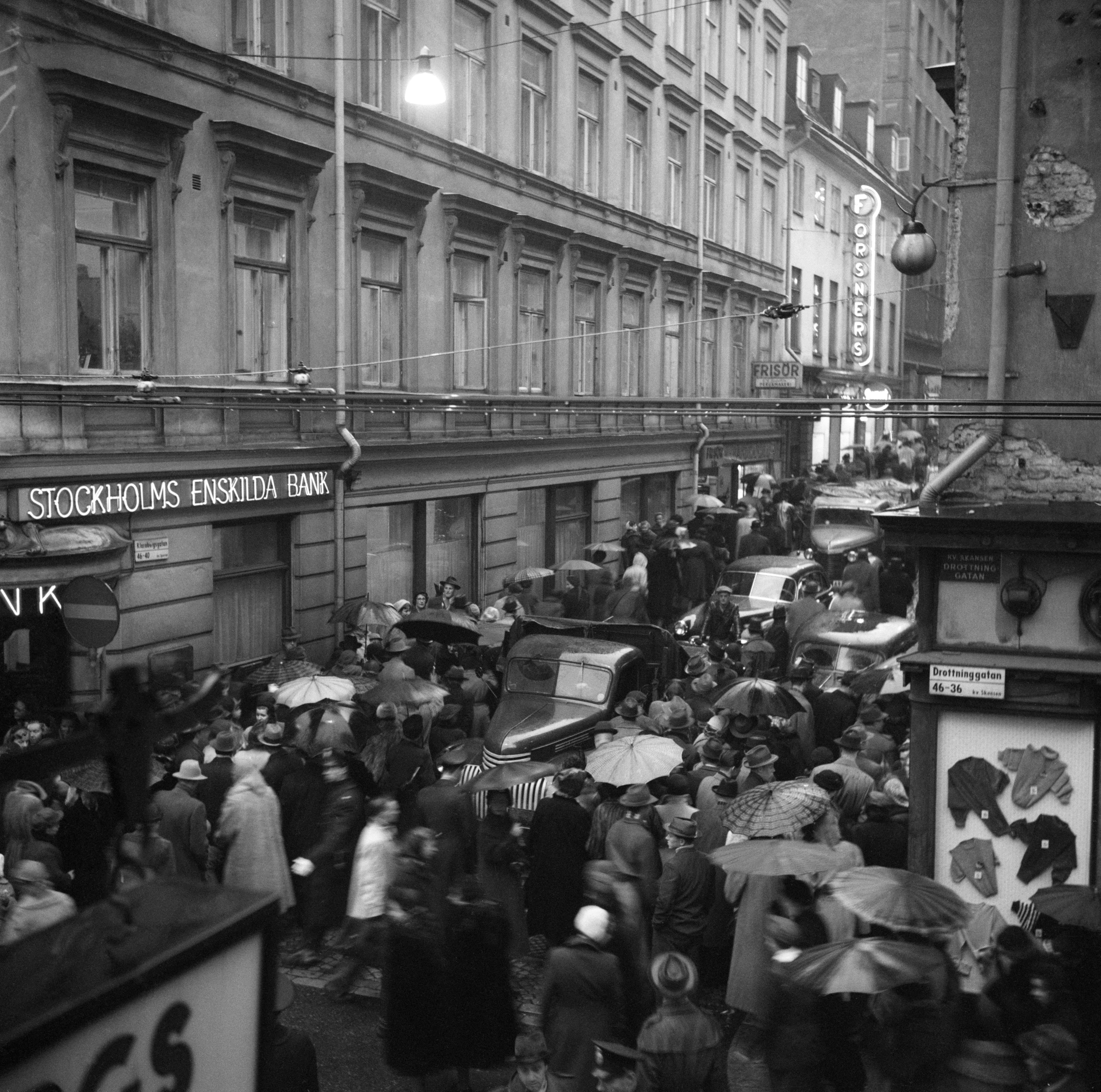
Район Клара в час пик, 1952

### Генплан 1928 года
Отправной точкой новых дебатов о реконструкции Норрмальма стал генплан Стокгольма Альберта Лилиенберга, который тогда занял пост главы Департамента градостроительства в муниципалитете Стокгольма. Как и предшествующие планы, генплан Лилиенберга 1928 года предполагал расширение главной улицы Норрмальма — Свеавеген. Лилиенберг предлагал расширить проезжую часть за счет сокращения площади жилой и коммерческой застройки. По задумке Лилиенберга, это сокращение достигалось за счёт увеличения этажности зданий. Вдохновленный архитектурой Нью-Йорка, Лилиенберг предлагал воздвигнуть на Свеавеген 10 высоток в стиле ар-деко. Свеавеген, таким образом, должна была стать стокгольмской Таймс-Сквер. Этот план стилистически увязывался с уже реализованным проектом «Ворот Стокгольма». Как бы то ни было, этому проекту было не суждено стать реализованным, поскольку на голосовании в ратуше с небольшим перевесом выиграл конкурирующий проект мэра Ингве Ларссона.

### Международный градостроительный конкурс 1932 года
В 1932 году Стокгольм объявил публичный конкурс проектов на реконструкцию Норрмальма. Было получено около 350 предложений от самых именитых архитекторов своего времени. Проекты Ле Корбюзье и Алвара Аалто предполагали снос больших частей города в пользу высотного строительства. Ле Корбюзье предлагал комплексный проект блокированной застройки Стокгольма, распространявшийся не только на Норрмальм, но и на Сёдермальм. Свой проект предложил и архитектор Сигурд Леверенц, работающий в стиле модерн. Подобно Ле Корбюзье, Леверенц предлагал ввести на Норрмальме зонированную застройку, поделив Норрмальм на транспортные участки, жилые кварталы и рекреационные зоны. Проект Леверенца, однако, не встретил понимания жюри.
Призёрами конкурса стали архитектурные бюро из Лондона и Нью-Йорка, а также инженеры Оке Виргин и Туре Берьенц, оба — сотрудники Департамента градостроительства муниципалитета Стокгольма, возглавляемого Альбертом Лилиенбергом. Их проект сильно напоминал проект Лилиенберга, который сидел в жюри. В итоге этот проект был дисквалифицирован, а сам конкурс публично раскритикован.
Таким образом, реконструкция Норрмальма не продвинулась дальше, а работа по проектированию была продолжена силами Департамента градостроительства Стокгольмской администрации под руководством Лилиенберга, встречая ожесточенную критику извне. Архитектор Свен Маркелиус заявил, что проект Ле Корбюзье был «идеальным» и на него «закрыли глаза», а «реализация самого последовательного проекта из предложенных утопий было необходимостью». Главный ландшафтный дизайнер Стокгольма Хольгер Блум настаивал, что предложения Департамента градостроительства являются «неуклюжими» и «примитивными». А архитектор Эрик Лаллерштедт утверждал, что «принятие плана Департамента градостроительства будет означать то, что наш город погрязнет в строительных лесах на многие десятилетия».

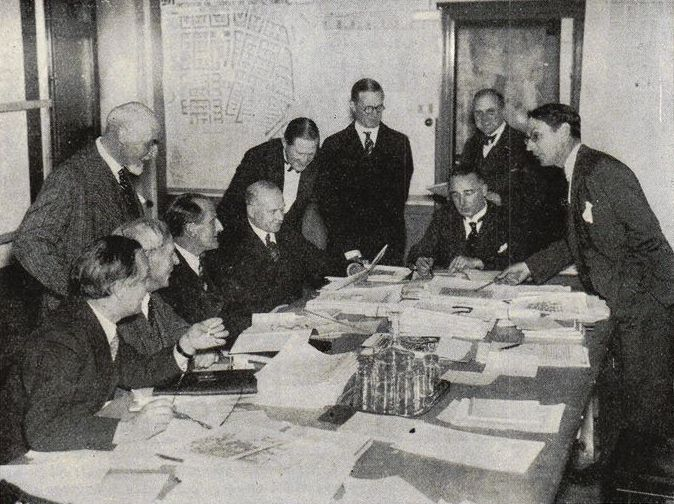
Жюри Департамента градостроительства, 1933
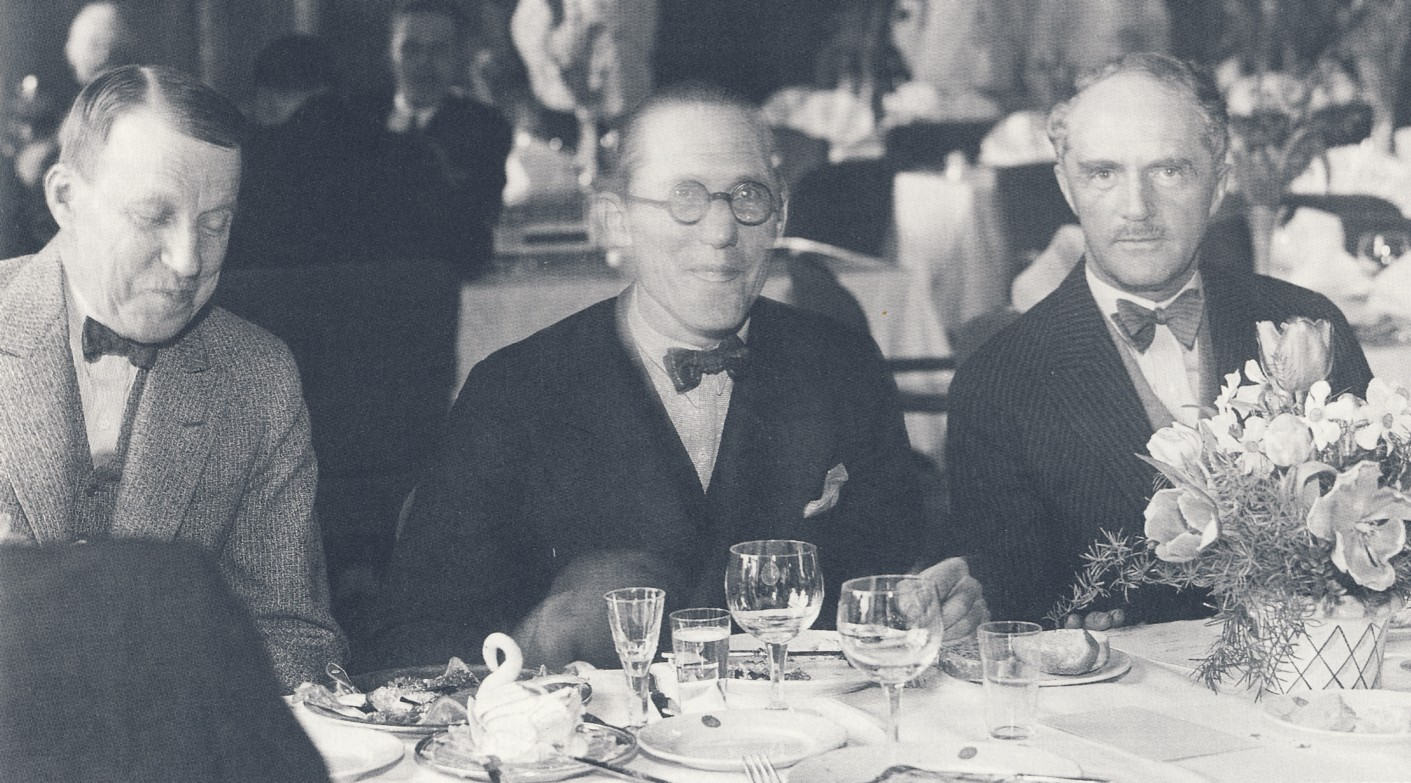
Архитекторы Эрик Лаллерштедт, Ле Корбюзье и Ивар Тенгбум (слева направо) в Стокгольме, 1933
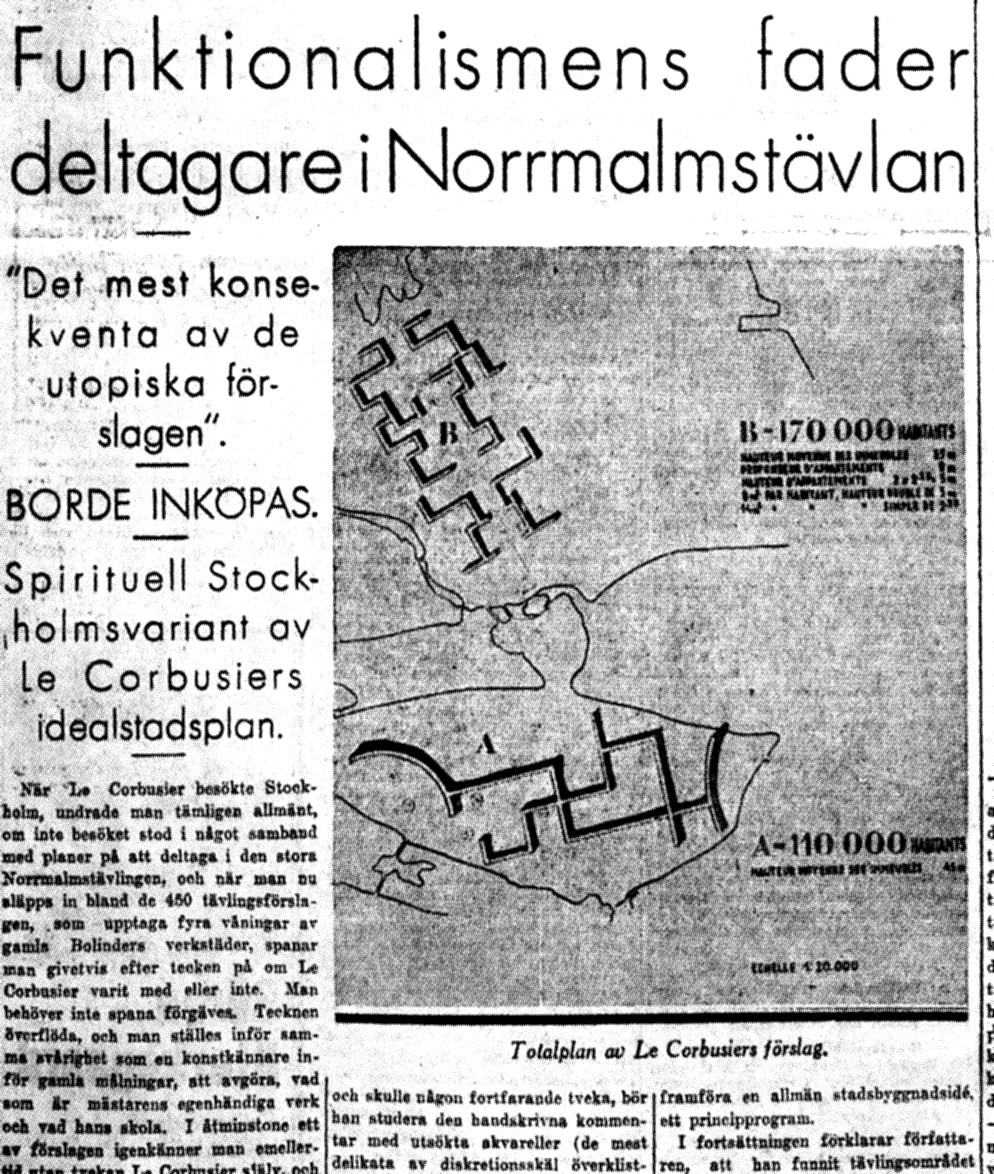
Колонка о проекте Ле Корбюзье в газете Svenska Dagbladet за 23 декарбря 1933

### Принципиальное решение 1945 года
Обсуждение проекта реконструкции шло вяло. Решение о перестройке поддерживали Социал-демократическая рабочая партия Швеции и Коммунистическая партия, имевшие в то время большинство в ратуше. Против выступала Умеренная коалиционная партия, которая, однако, не представила серьёзного альтернативного решения, и поэтому не встретила понимания. Против проекта Департамента градостроительства во главе с Лилиенбергом были выдвинуты следующие аргументы:
- проект Департамента градостроительства требует массового сноса домов к северу от площади Густава Адольфа;
- эстетическая составляющая предложения Департамента градостроительства не проработана;
- имеется 3 серьёзных альтернативных проекта, предложенных другими архитекторами.

Проблема с автомобильным траффиком была частично решена в генеральном плане 1962 года, предусматривающем строительство подземных тоннелей. Однако многие проблемы с траффиком по-прежнему оставались актуальными. Например, большой проблемой было пересечение трамвайных и железнодорожных путей с автомобильными дорогами, что сильно осложняло дорожную ситуацию.
После того, как архитектор Артур фон Шмалензее в 1928 году предложил возвести на Норрмальме девять 30-этажных зданий, идея строительства там высоток стала притчей во языцех. В обществе царило негласное принятие того, что высотки должны стать важным архитектурным символом и градостроительным акцентом, вопреки их эстетической составляющей. Департамент градостроительства долгое время прорабатывал проект 4 высоток, максимизирующих коэффициент использования площади земельных участков. Однако в дальнейшем выяснилось, что 4 высотки выглядят неуклюже по сравнению с пятью более высокими и стройными зданиями, имеющими такой же коэффициент использования земельного участка. Архитектор Пауль Хедквист же назвал этот проект «провинциальным Манхеттеном», предложив уже свой проект с 6 высотками.
Решающее значение при принятии решения о реконструкции Норрмальма имела калькуляция бюджета проекта. На реализацию было выделено около 40 млн шведских крон. К бюджету добавили 7,3 млн крон на строительство участка метро, 18 млн крон на строительство железнодорожной развязки Тегельбакен, а также 16,8 млн крон на строительство тоннеля под островом Блазиехольмен. Таким образом, в 1938 году бюджет проекта составил около 82 млн крон.
По инициативе мэра Ингве Ларссона в 1944 году было принято решение о разработке нового генерального плана Стокгольма. Для этого был подготовлен меморандум, описывающий новую концепцию развития транспортной системы города. Принципиальное решение о реконструкции Норрмальма было, таким образом, принято на уровне нового генерального плана 1946 года. Поправки в это решение были позже внесены на уровне генеральных планов 1962 и 1967 годов.
Представим, что мы отправились на юг улицы Свеавеген, скажем, в апрельский день 1965 года! По другую сторону от Королевского дворца и традиционных жилых кварталов, на широких бульварах возвышается принципиально новая архитектура, огромная по своим масштабам, но все же легкая, легкая, почти элегантная, с ее поперечными, врезающимися в небо корпусами домов. Между ними сияет голубое небо с плывущими облаками, с закатами и рассветами над блестящими металлическими фасадами. Пять высоток в унисон вторят тот же мотив своим тембром; одна следует за другой в величавой, почти торжественной последовательности, заданной градостроителем. А под ними движется жужжащая, интенсивная и красочная жизнь большого города, сотканная в рамках большого архитектурного единства.Мэр Ингве Ларссон в ходе презентации проекта генерального плана Стокгольма 1946 года

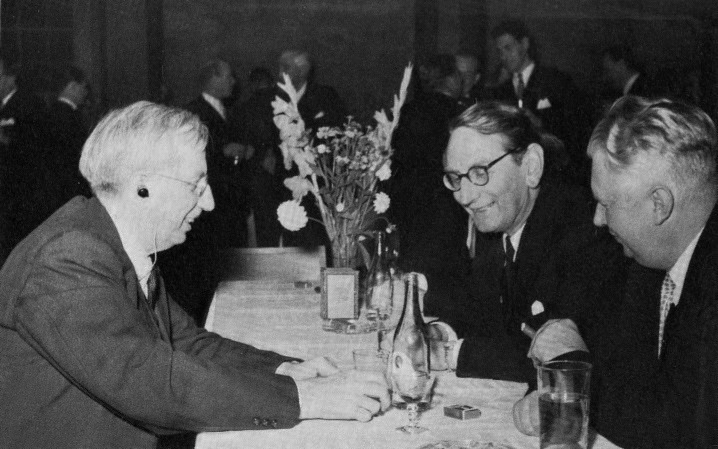
Инициатор проекта реконструкции Стокгольма мэр Ингве Ларссон (в центре) в сопровождении главы департамента финансов Хёглунда (слева) и главы Социально-демократической партии Андерсона (справа), 1940-е
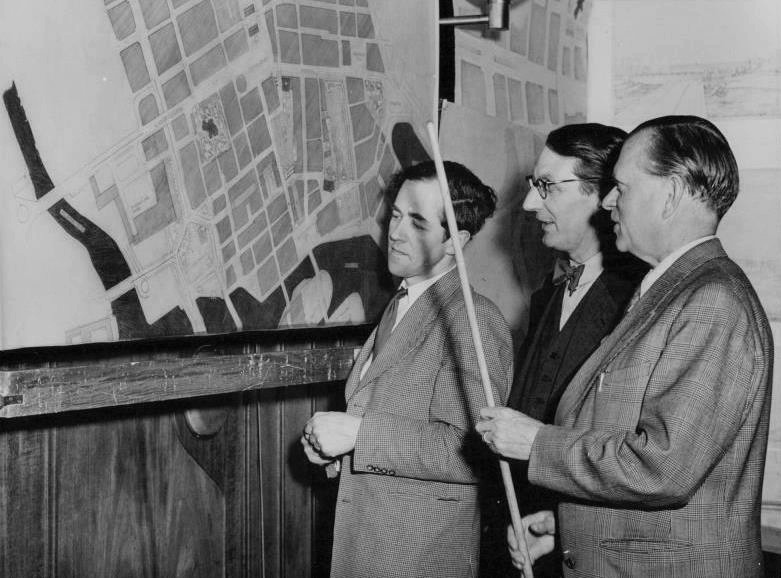
Давид Хелден, Ингве Ларссон и Свен Маркелиус у карты зонирования территории Норрмальма, включенной в генеральный план 1946 года
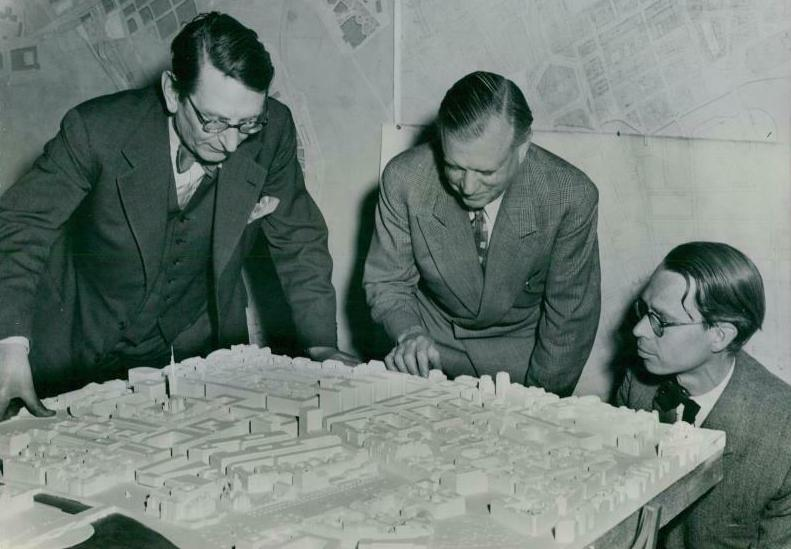
Мэр Ларссон с архитекторами Маркелиусом и Албергом у модели реконструкции Норрмальма, 1946
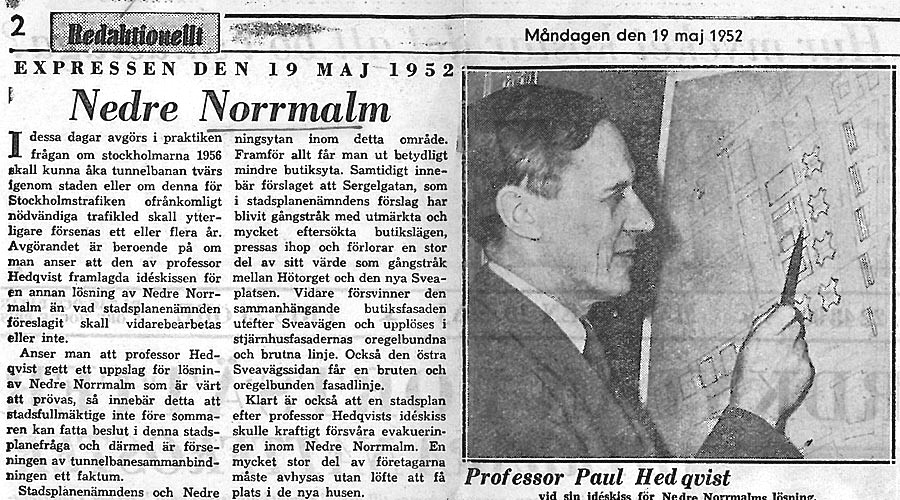
Архитектор Пауль Хедквист и его проект шести небоскребов в газете Expressen за 19 мая 1952 года

## Реализация проекта
Муниципалитет Стокгольма начал выкуп зданий на Норрмальме под снос уже в 1930-х. Для целей упрощения строительства Риксдаг выпустил специальный закон Lex Norrmalm, облегчавший процесс отчуждения собственности в процессе подготовки к реконструкции. Закон критиковался как способствующий деградации городской среды, и был отменен Европейским судом по правам человека в Страсбурге в 1979 году. В 1950-х движущей силой реконструкции Норрмальма был мэр Хельге Берглунд, а в 1960-х и 1970-х годах — мэр Ялмар Меер.
Первые работы по непосредственной реконструкции начались в 1950-х годах со строительства метро. Работы велись открытым методом, поскольку почва на этом участке представляла собой смесь гравия и песка, и никакая другая технология того времени не была доступна в этих технических условиях.

### Планирование

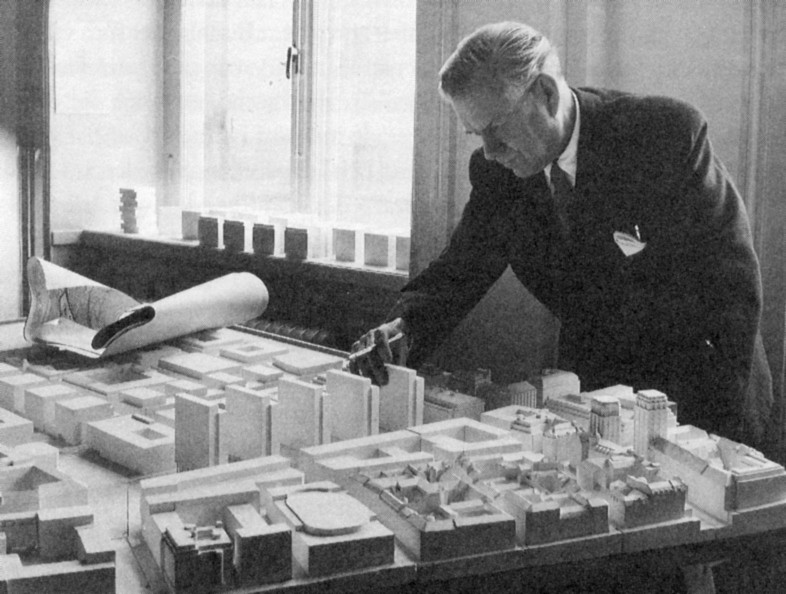
Глава Департамента градостроительства Маркелиус у модели Норрмальма

Ответственным за реализацию проекта реконструкции Норрмальма назначили архитектора Свена Маркелиуса. Он был главой отдела НИОКР постоянно действующей комиссии по строительству с 1938 по 1944 гг., а затем был назначен главой Департамента градостроительства муниципалитета Стокгольма, сменив ушедшего на пенсию Альберта Лилиенберга. Маркелиус открыл на Норрмальме оперативный штаб Департамента градостроительства, занимающийся вопросами проекта. В оперативном штабе Маркелиус собрал новую группу специалистов, состоящую из архитекторов, специалистов по дорожному движению и других технических специалистов. Среди них был Давид Хелден, который работал над дизайном зданий. За основу был взят проект Пауля Хедквиста 1939 года. В 1946 году Хелден представил проект площади Сергельсторг и бизнес-центра Хёторгсити. Проект предусматривал строительство пяти высоток. В 1951 году была учреждена специальная комиссия, называемая Норрмальмской делегацией. Задачей комиссии было обеспечить эффективное и быстрое взаимодействие по поводу реализации проекта между разными государственными инстанциями.

### Снос

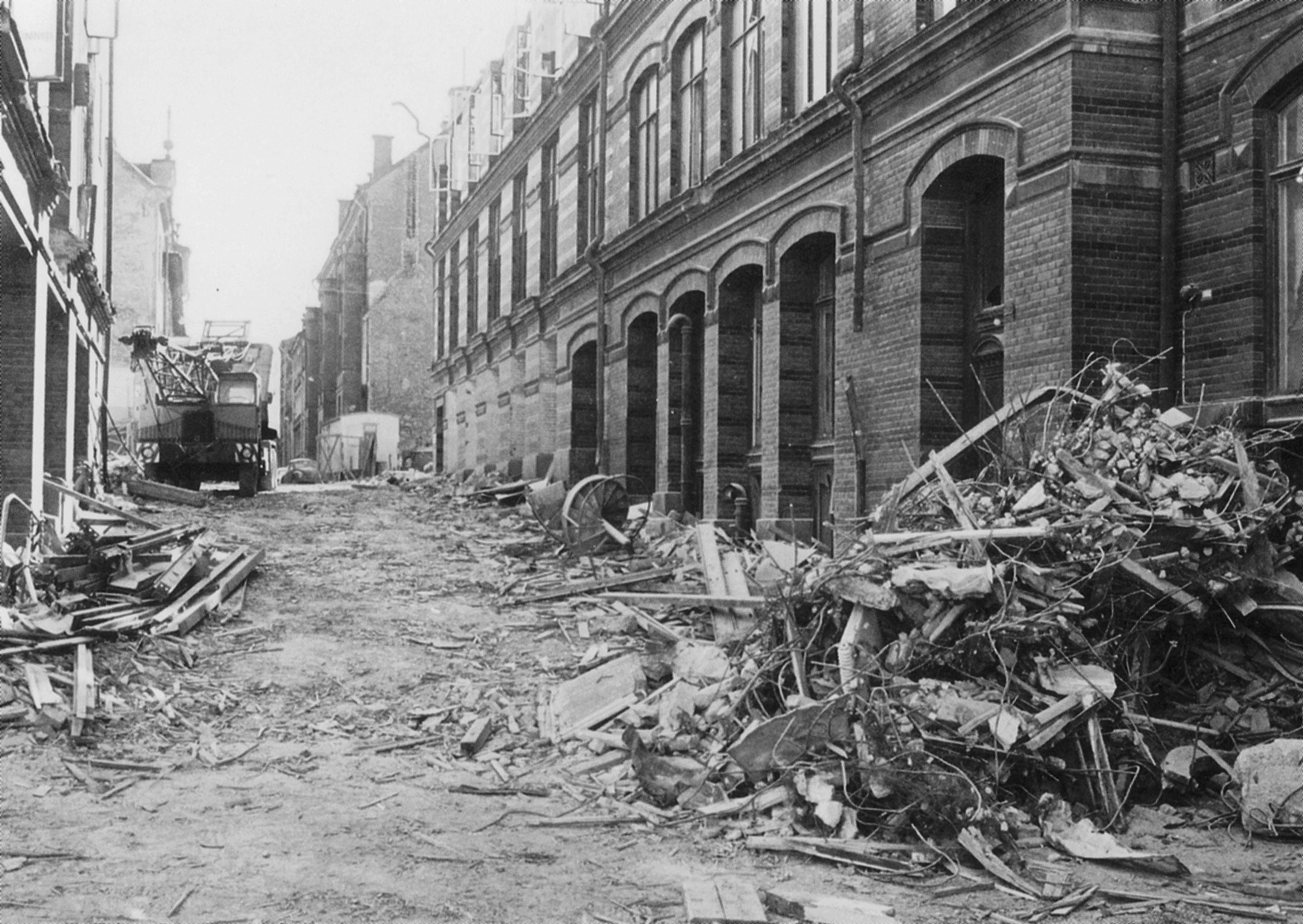
Снос зданий на Норрмальме, 1968

В ходе реконструкции было снесено около 700 исторических зданий. Работы по сносу начались в 1952 году. В результате сноса Стокгольм лишился многих памятников истории и архитектуры, таких как:
- Телефонная башня на улице Малмихильнадсгатан в стиле так называемой «чугунной готики»;
- Вифлиемская церковь;
- Часовня Святой Евгении;
- Дворец Вреде;
- Театр «Бланш»;
- Сагерские дома;
- Шелковый дом;
- Ресторан «Три пояса», упомянутый в лирике Бельмана;
- Представляющие культурную и историческую ценность здания квартала Беридаребанан, а также многие другие.

Фотографии некоторых снесённых в ходе реконструкции Норрмальма зданий представлены ниже.

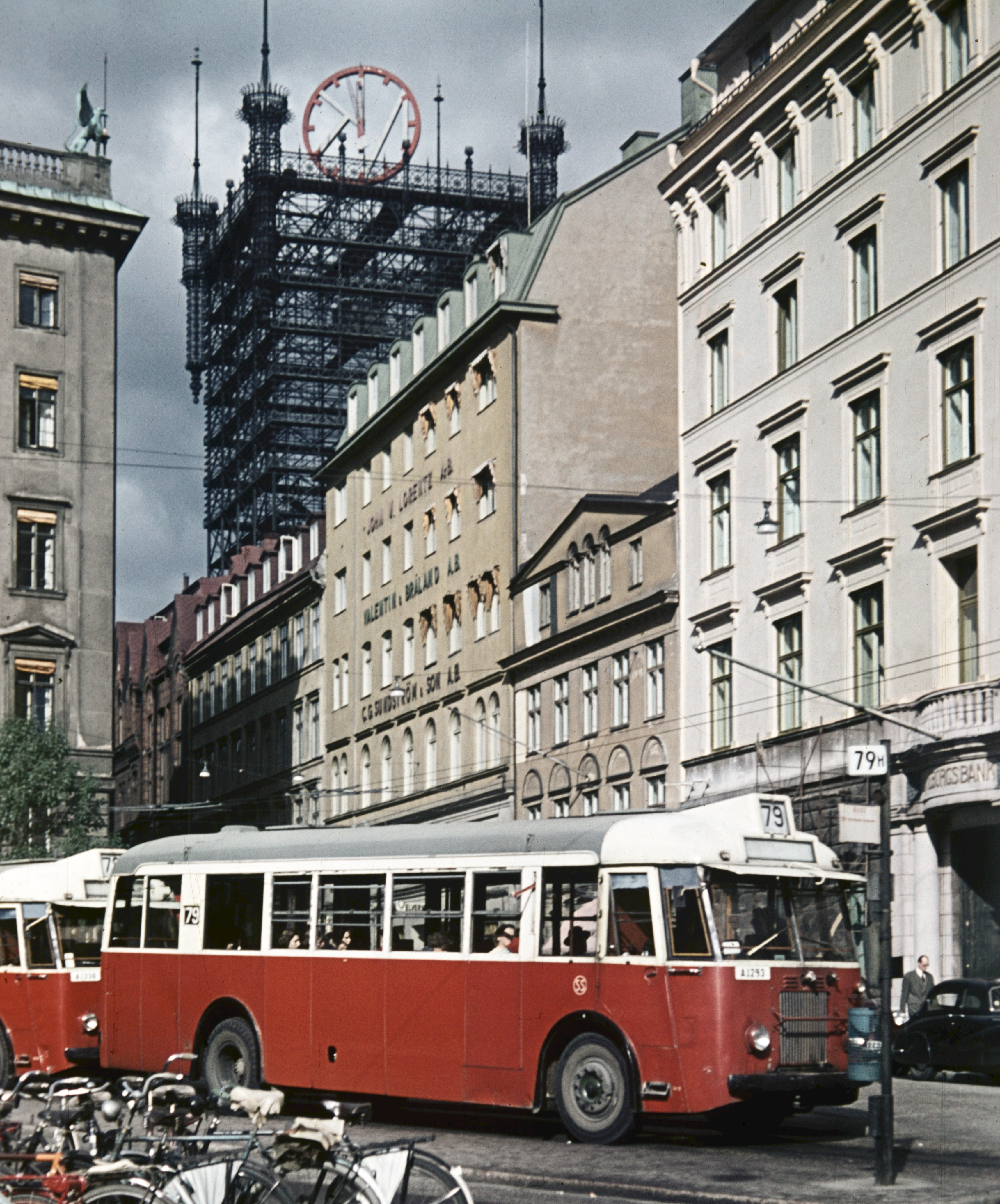
Телефонная башня на улице Малмихильнадсгатан, 1952
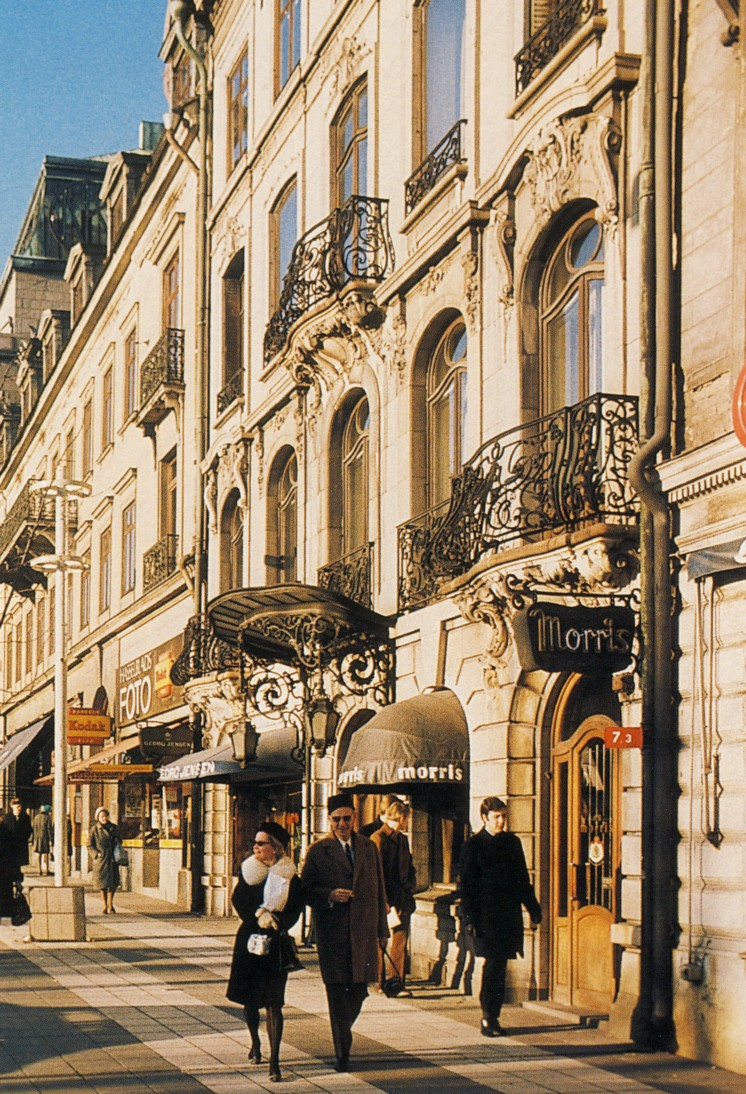
Сагерские дома, 1968
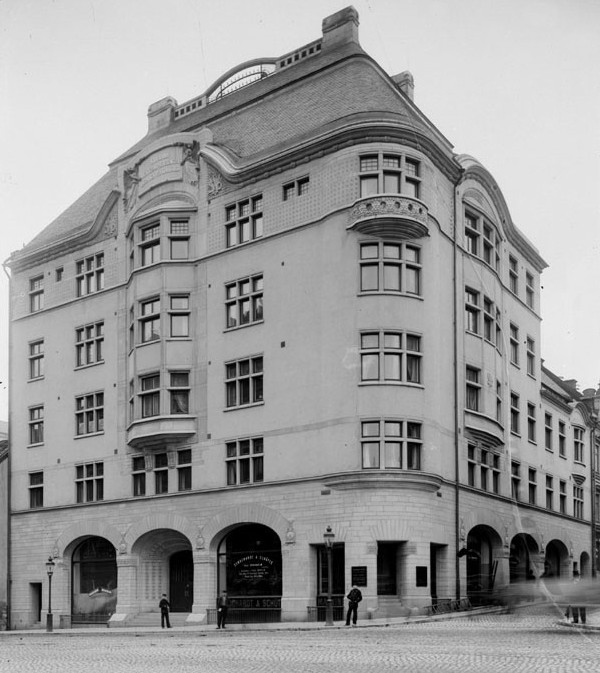
Штаб-квартира компании SWB, 1904
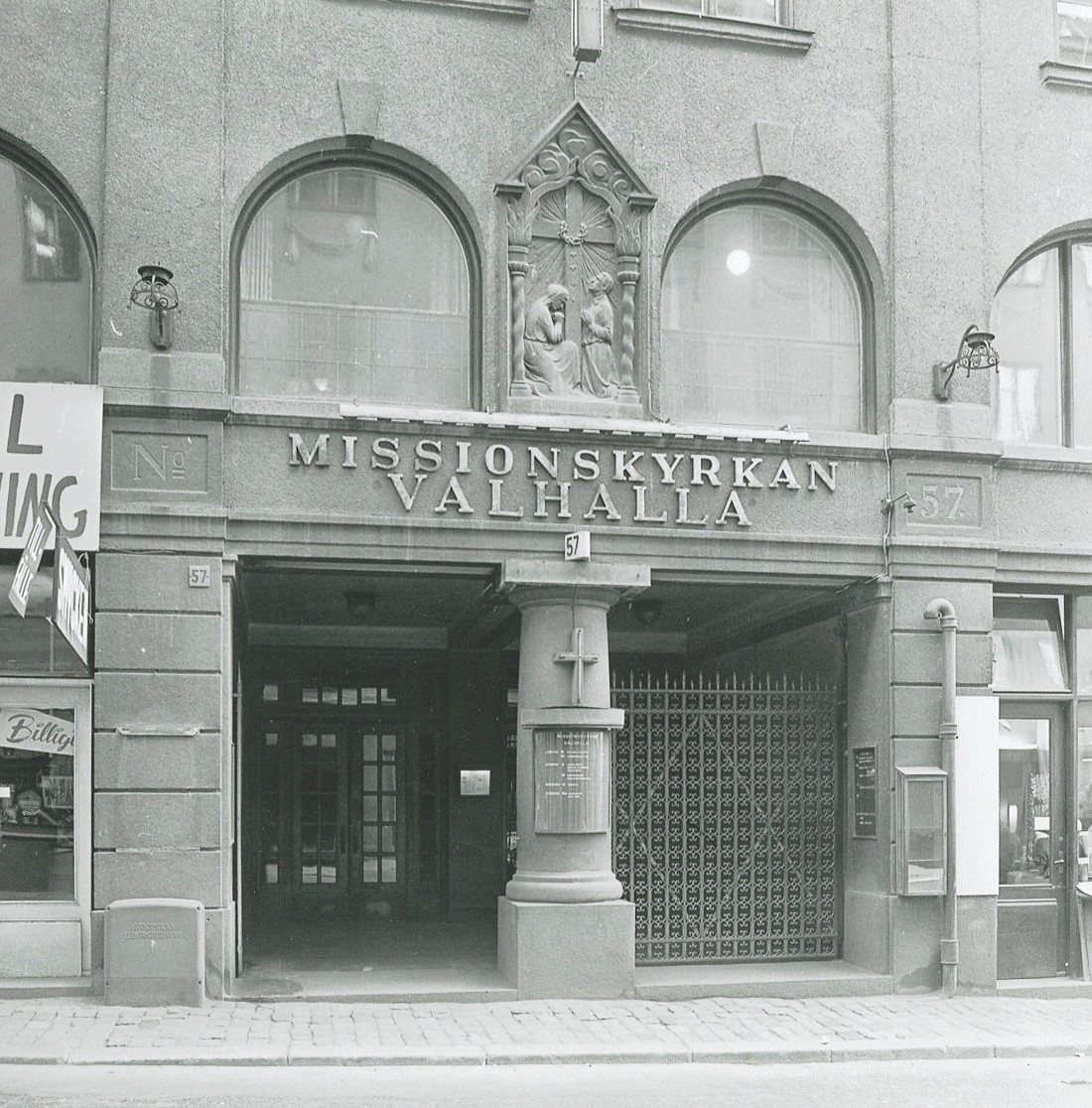
Миссионерская церковь Вальхалла
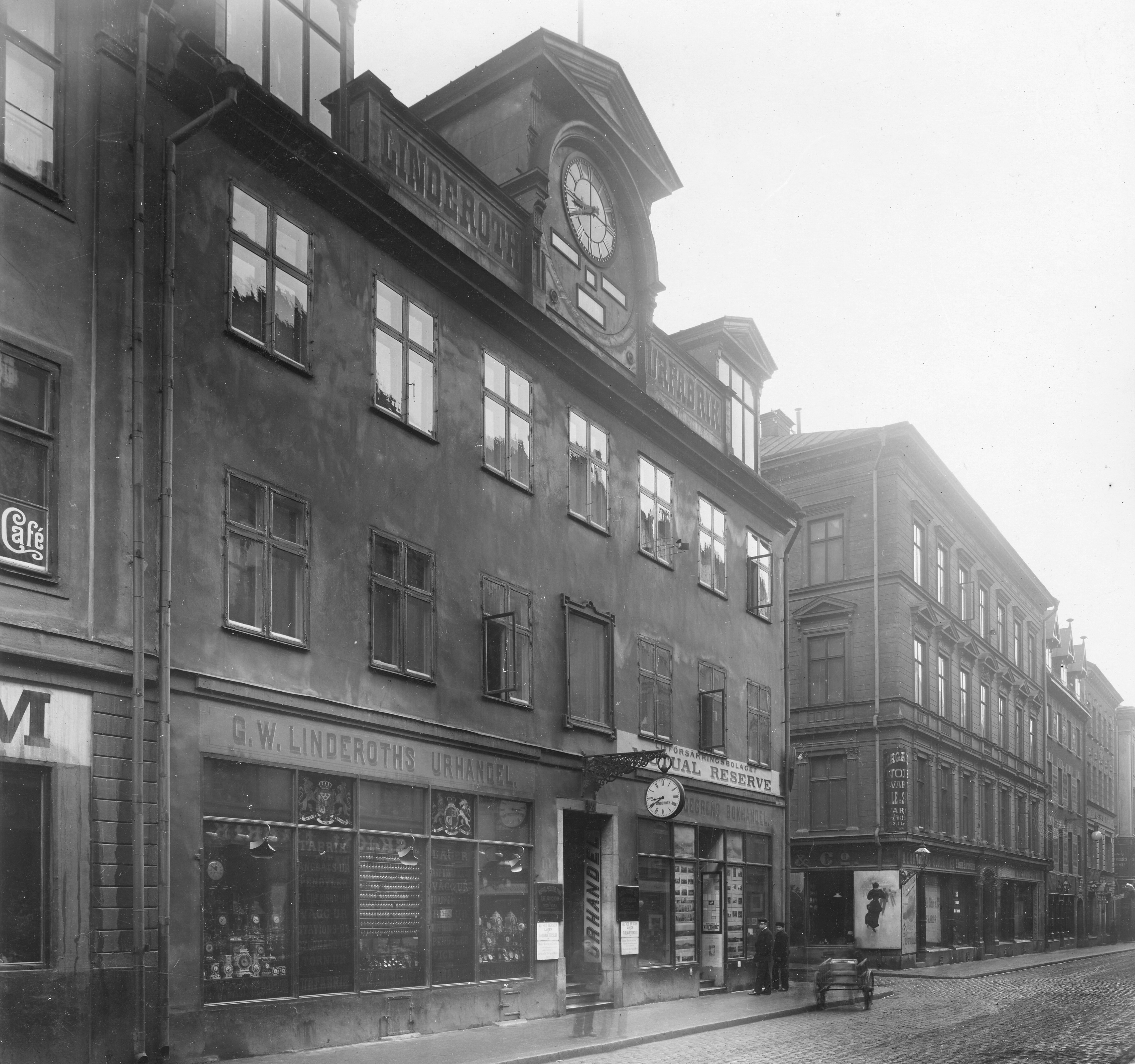
Часовая фабрика Линдерот
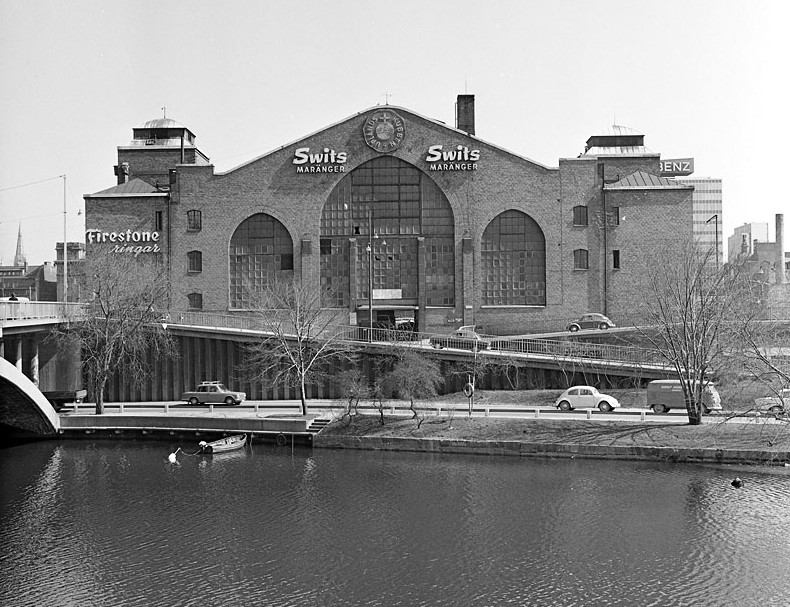
Центральный рынок, 1965
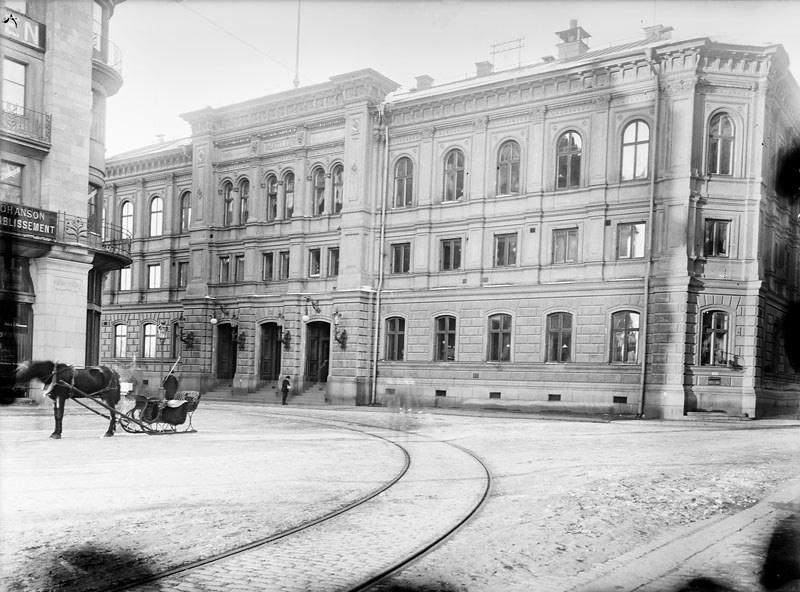
Главпочтамт, 1900
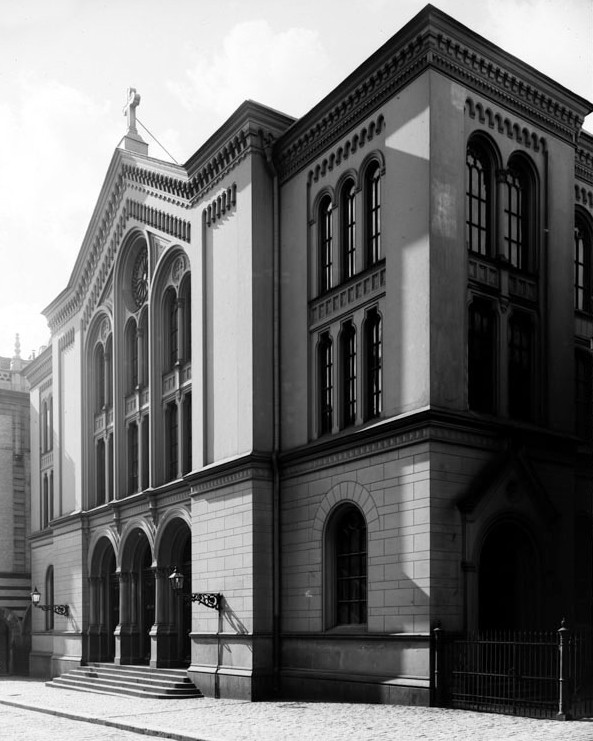
Блазиехольмская церковь, 1920
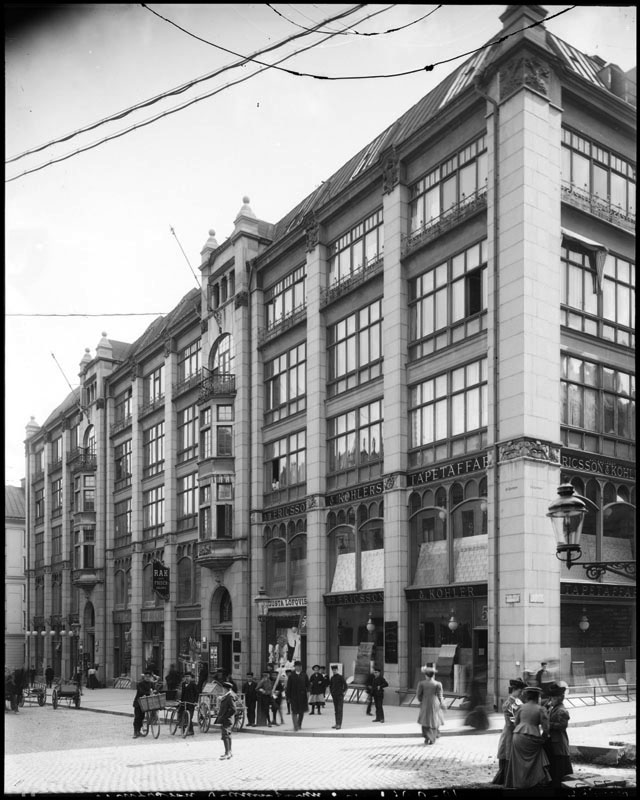
Торговый центр Хамнгатспаласет
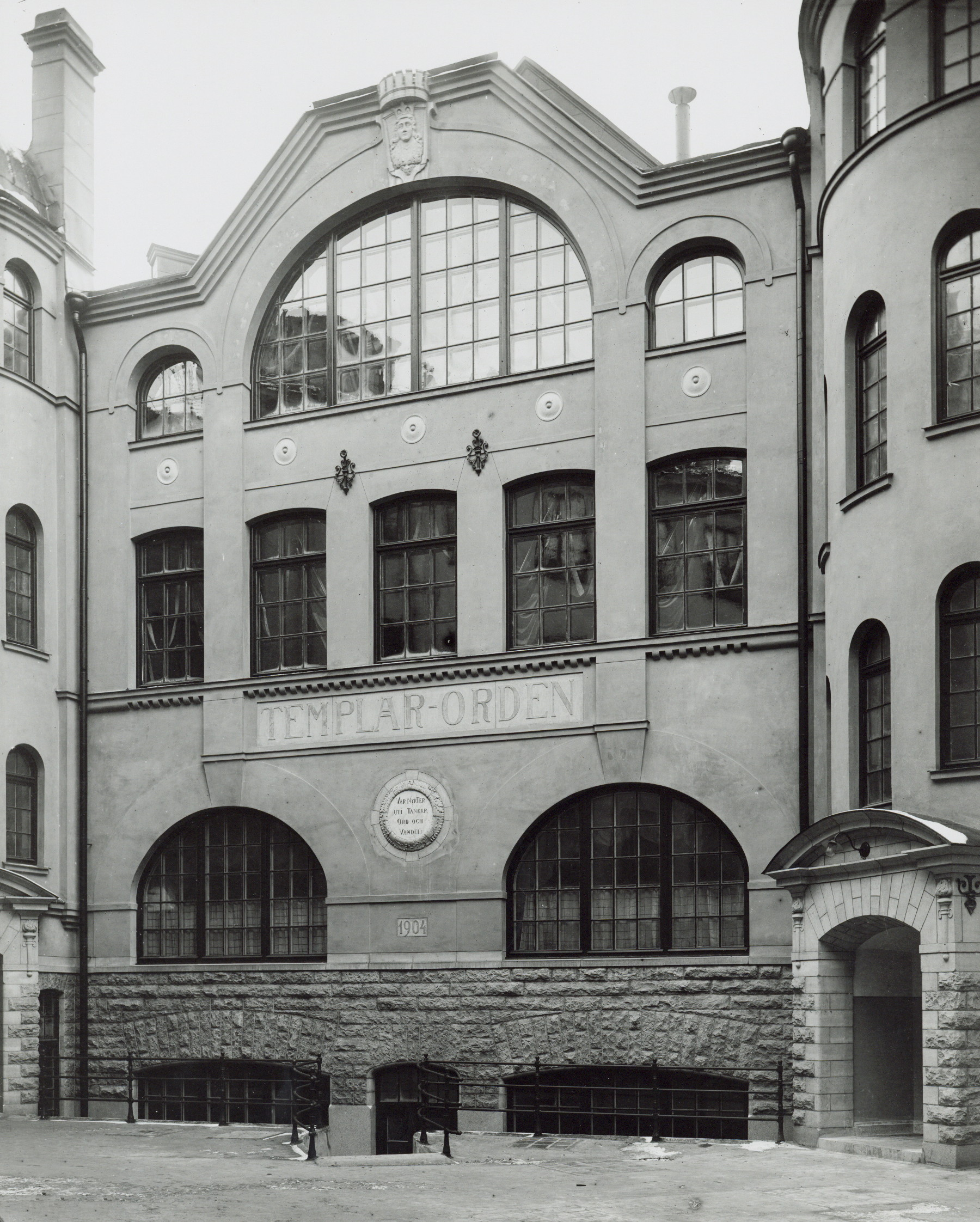
Дом ордена Тамплиеров, 1904

### Первый этап строительства
Руководитель проекта Свен Маркелиус хотел объявить архитектурный конкурс на дизайн зданий Сити, но политики ему в этом отказали. Проекту предшествовал долгий и тяжелый процесс обсуждений, длившийся многие десятилетия, и от Маркелиуса теперь ждали реальных результатов. В итоге, работа была разделена между членами команды Маркелиуса. Сам Маркелиус занялся дизайном третьей высотки, Хелден проектировал первую высотку, бизнес-центр Хёторгсити и площадь Сергельсторг, архитектурному бюро Backström & Reinius была получена пятая высотка (которая должна была стать отелем), Тенгбум был ответственным за вторую высотку, а сын Лаллерштедта Ларс-Эрик работал над четвертой высоткой.
Работы в рамках первого этапа строительства велись в соответствии с генеральным планом Стокгольма 1946 года. Участок метро «Слюссен — Хёторьет» на Южной и Западной линиях метро (ныне — Зелёная линия) был введён в эксплуатацию 24 ноября 1957 года. Первый этап работ был завершён вводом в эксплуатацию бизнес-центра Хёторгсити вместе с последней высоткой в 1966 году.

### Второй этап строительства
Работы в рамках второго этапа строительства велись в соответствии с генеральными планами Стокгольма 1962 и 1967 годов. Муниципалитет Стокгольма совместно с Риксбанком объявил конкурс архитектурных проектов на застройку участка Норрмальма южнее площади Сергельсторг. Победил проект архитектора Петера Сельсинга, заполнив собой последний пробел в плане реконструкции Норрмальма. По проекту Сельсинга было воздвигнуто новое здание Центробанка и здание Kulturhuset. Сельсинг умер в 1974 году, так и не увидев конечного результата.
Среди других архитектурных доминант, которые были воздвигнуты на втором этапе строительства, можно назвать:
- Торговый центр Оленс, 1964 (архитектурное бюро Backström & Reinius);
- Здание банка Skandinaviska bankens, 1963—1966 (архитектор Чель Эден);
- Здание Дома Швеции на Кунгстрэдгорден, 1969 (архитектор Свен Маркелиус);
- Здание банка Sparbank, 1973—1975 (архитектор Карл Нюрен);
- Здание банка PK, 1971—1974 (архитектурное бюро Backström & Reinius);
- Торговый центр Gallerian, 1976—1977 (архитектурные бюро Malmquist & Skoogh, Boijsen & Efvergren).

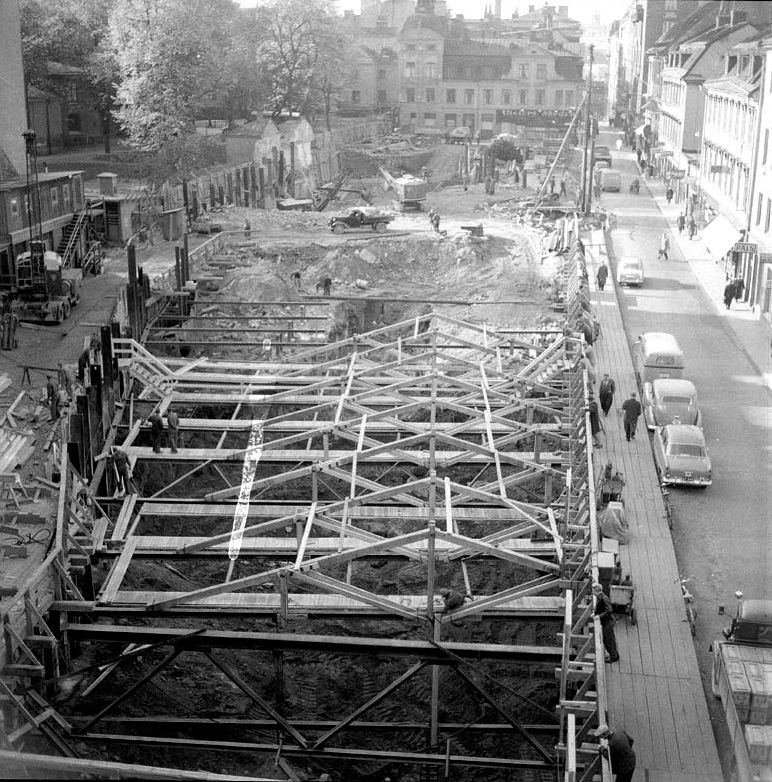
Начало строительства метро. Слева на заднем плане — кладбище Клара, 1953
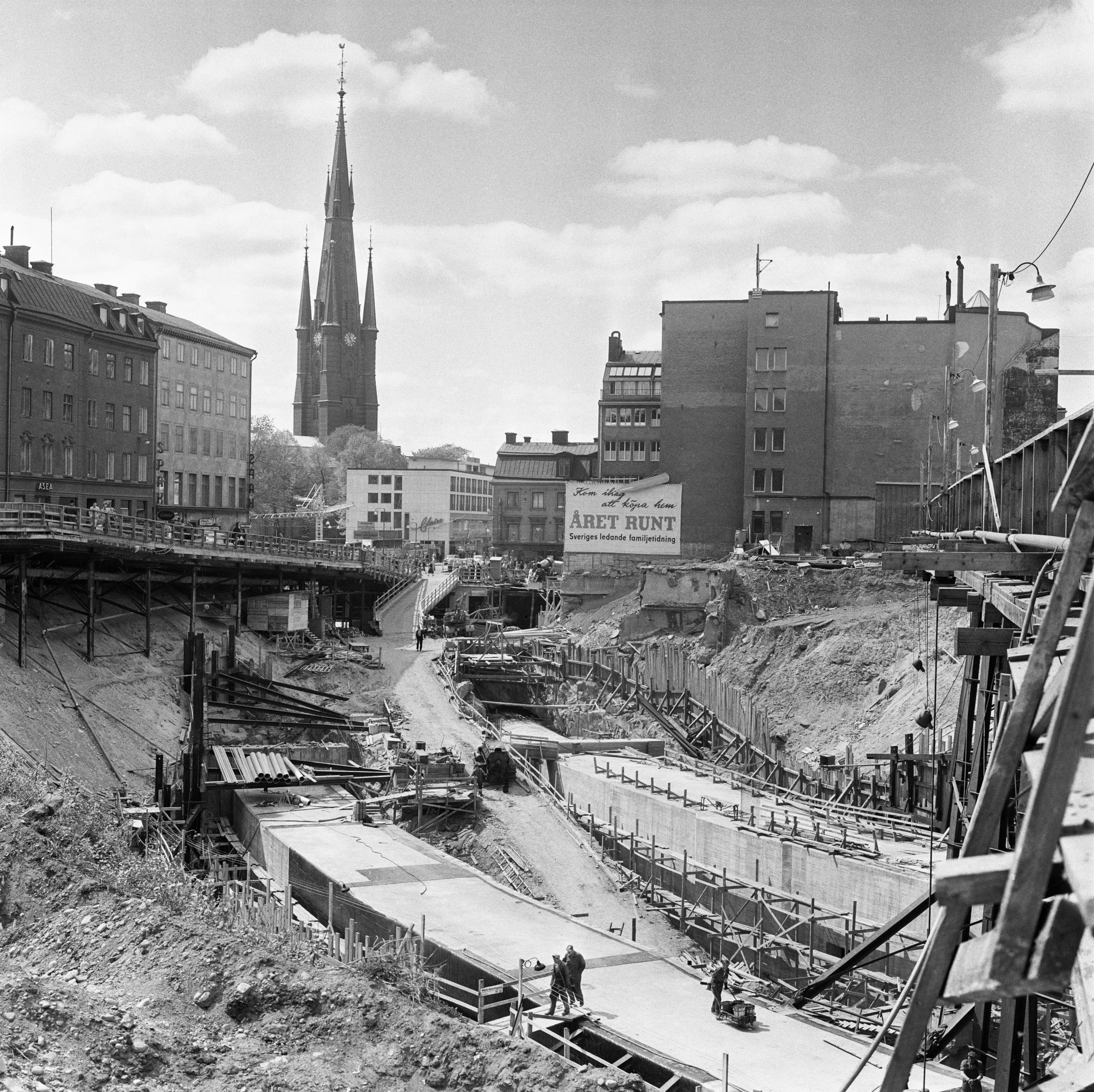
Строительство перегона метро между станциями Хёторьет и Т-Сентрален близится к завершению, май 1957
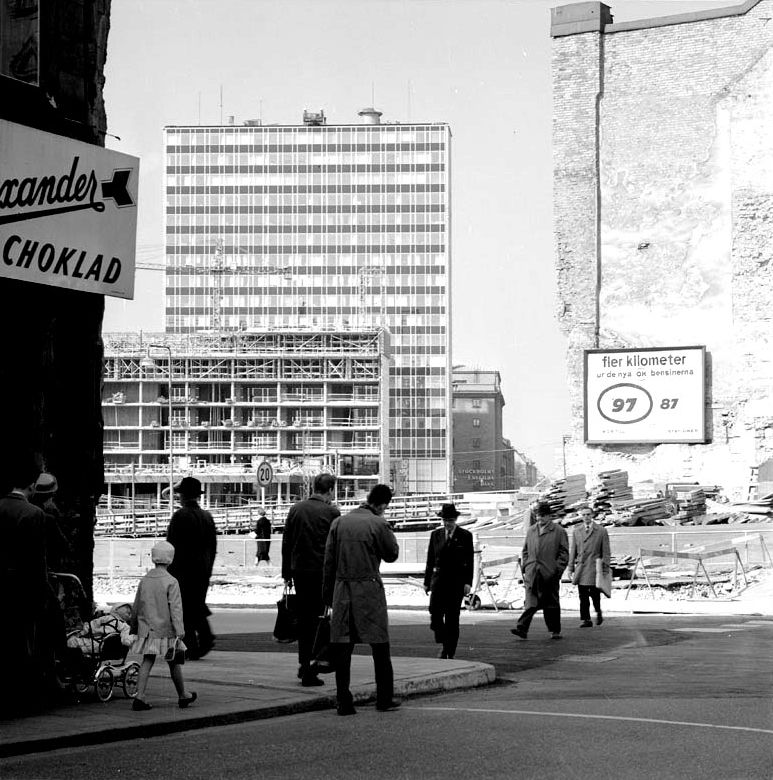
Строительство бизнес-центра Хёторгсити близится к завершению. На заднем плане видна первая завершенная высотка, 1959
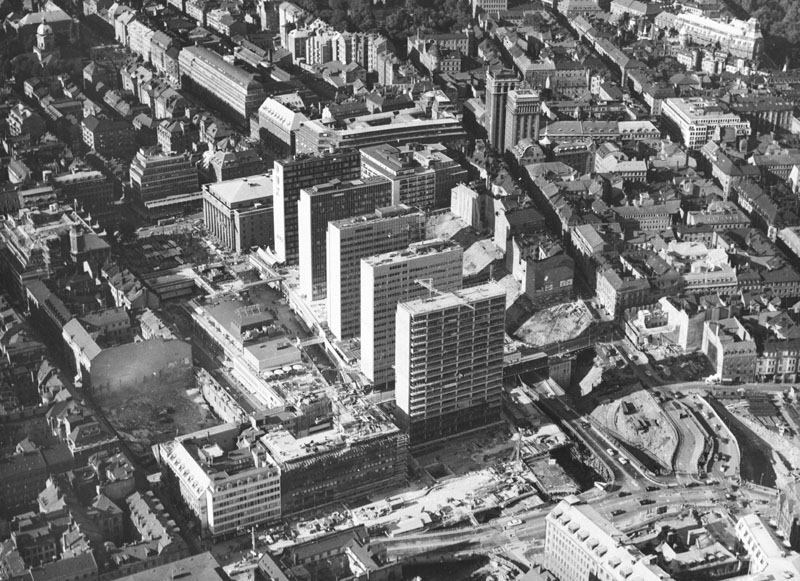
Когда строительство высоток было уже завершено, строительство на площади Сергельсторг ещё велось. Около 1965

## Критика

### Суть претензий

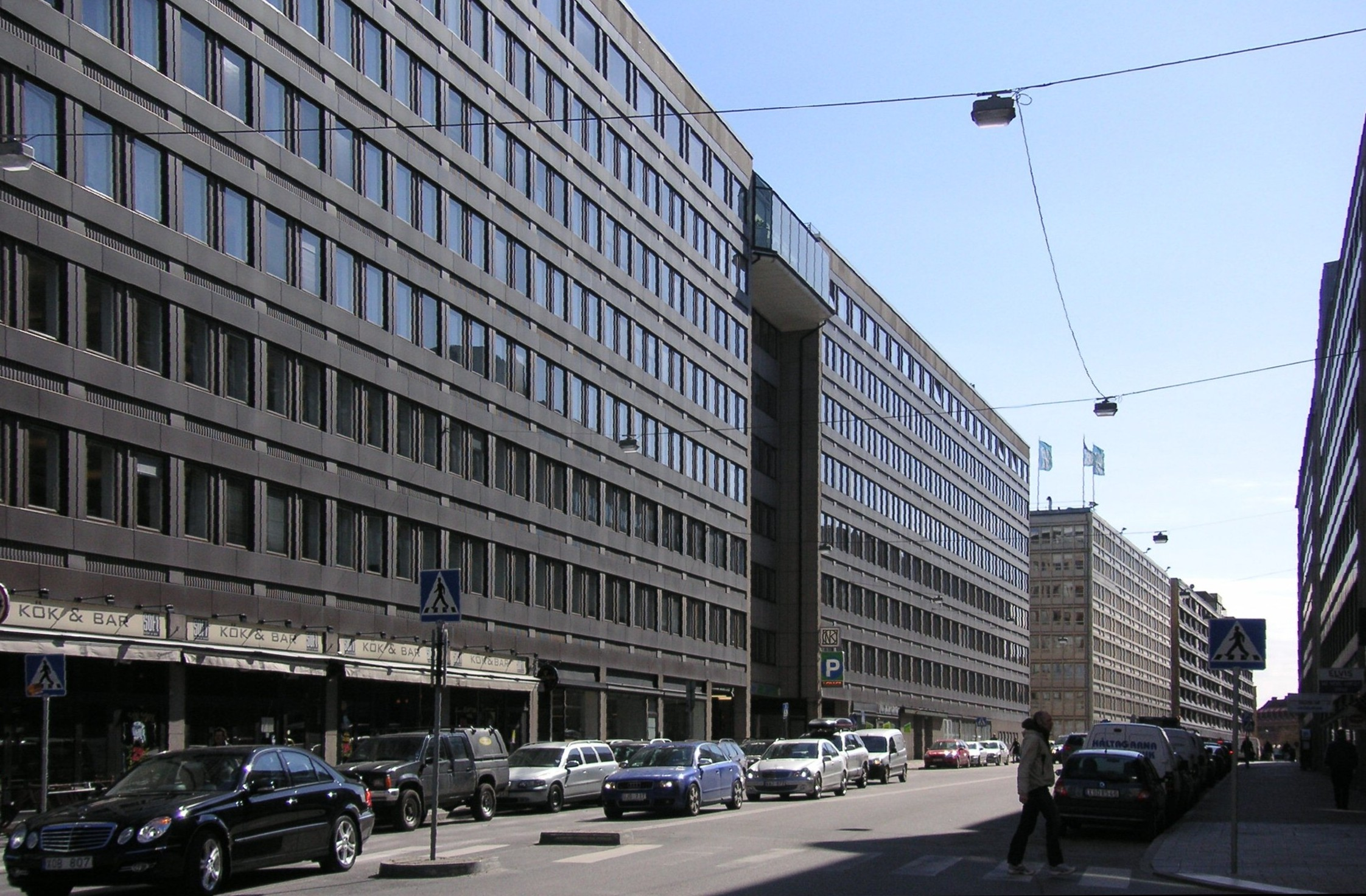
Фасад в квартале Хэстко, дом 12. «Безликая архитектура консервных банок», согласно историку Фредририку Бедуа

На первом этапе проект встретил поддержку общества и публичных лиц. Например, в 1957 году писатель Пер Вэстберг высказался о проекте следующим образом: «Если возможно снести старые трущобы в Кларе, мало радости этого не сделать». Тем не менее, на смену прогрессивизму 1930—1940-х пришли левые идеи, консерватизм 1970-х и зарождающаяся зелёная политика; всё это сопровождалось спадом в шведской экономике. В этих условиях проект столкнулся с ожесточенной критикой архитекторов, писателей, художников, и даже специалистов по дорожному движению на втором этапе строительства. Подчеркивалась стерильность и отсутствие культурной жизни в новом районе. В последнем случае риторика несколько стихла со строительством нового дома культуры.
Перемена общественных настроений не была единственной причиной критического отношения общества к результатам реконструкции Норрмальма. Проект имел и явные изъяны, среди которых — как отсутствие системного подхода к дизайну зданий, так и непроработанность механизмов государственно-частного партнёрства по поводу реализации проекта. Шведское бизнес-сообщество с самого начала не проявляло интереса к Сити, не желая принимать новые правила застройки и подчиняться муниципалитету. Поэтому муниципалитету пришлось приложить недюжинные усилия по поиску инвесторов, желающих заполнить пустыри домами. Тогда же, когда первые шведские банки начали робко возводить на пустырях свои офисы, не было никакого общего архитектурного видения того, как должен выглядеть этот район. В результате, экономические соображения взяли верх над эстетическими, и район стал представлять собой «безликие консервные банки, мрачный фон для охранников компании ABAB, район проституток», как сказал историк архитектуры Фредерик Бедуа.
Говорят, один невежественный американский турист спросил этим летом: "Кто так разрушил Стокгольм: русские или немцы?". Он бы гордился ответом, что мы сами это сделали.Ян Олоф Олссон, "Воздух Стокгольма", 1974
Мало в Швеции мест, которые бы в один голос поносили и пресса, и политики, и простые люди. Стокгольмский Сити считают неуютным и небезопасным [см. Ограбление на площади Норрмальмсторг и Убийство Улофа Пальме] из-за отсутствия жилья и жильцов, которые составляют традиционную ткань городской жизни. Район временами страдал от проституции, наркомании и других социальных болезней, которые связывают с монотонностью среды и громадными размерами построек. Его называют грязным и запущенным — как следствие низкого качества строительных материалов и скучной, однообразной архитектуры.Пер Оскарссон
Руководителями [этого проекта] была горстка людей во главе с Ялмаром Меером и Оке Хедчарном. Используя почти диктаторские методы, они осуществили свои планы по сносу. Хитрая политическая игра открыла им дорогу. А сопротивление было слабым.Андерс Вальгрен, документальный фильм "Город моего сердца", 1992

### Ответ на критику
Историк архитектуры Томас Халл отмечал:
Альтернативой реновации Норрмальма по [реализованному] проекту муниципалитета мог бы быть ряд точечных перепланировок, выполненных различными строительными фирмами, фирмами по управлению недвижимостью и компаниями, которым требовалась недвижимость в центре. Результатом была бы разношерстная городская среда, плохо снабжённая инфраструктурой и коммуникациями.Томас Халл, "Капитал в трансформации", 1999
Сам мэр Ялмар Меер отвечал на критику следующим образом:
В чём состояла романтика Норрмальма, Васастана, Кунгсхольмена? Недвижимость там была гнилой и поделённой [на коммунальные квартиры] частными застройщиками во времена доходных домов. Они лепили там бараки для строителей. Из всех тех, кто сейчас про это рассуждает, я почти единственный, кто лично жил там продолжительное время. Моя мать там была вынуждена переезжать каждые 2 года. Огромные старомодные квартиры с туалетами без слива, крысами во дворе и всё такое. Другими словами, это была недвижимость, которая просила изменений. Романтика - это для тех, кто живёт хорошо. А бедняки на протяжении многих лет живут в гнилых домах. В домах, которые там стояли, было очень мало архитектурной эстетики и культурно-исторической ценности.Ялмар Меер

## Последствия
Критическое отношение общества к результатам реконструкции Норрмальма сделало этот проект «горячей картошкой» шведской политики, которую потом долгие годы перекидывали между собой соперничающие политические коалиции. Новые строительные проекты в 1970-х годах стали сворачивать под влиянием общественного скептицизма и истощенного городского бюджета.
Позже были предприняты некоторые меры, призванные улучшить внешний вид Норрмальма. В частности, многоэтажная парковка Elefanten была снесена, а на её месте в 2003 году построены жилые дома. Бизнес-центр Хёторгсити в 1995 году наконец получил изначально проектировавшийся стеклянный фасад. От старой застройки сохранились приход Святой Клары, здание Розенбад, ныне служащее офисом премьер-министра, а также несколько старых дворцов. Четырнадцать зданий, воздвигнутых в ходе реконструкции Норрмальма, были признаны памятниками архитектуры.